# Sexismo en Venezuela
El sexismo en Venezuela se define como la discriminación de una persona de acuerdo a su sexo, en el país históricamente ha afectado principalmente a las mujeres.Este tipo de discriminación ha influido en la generación de desigualdades sociales en el ámbito público como en el privado. Tanto hombres como mujeres se ven limitados en desarrollarse personal y profesionalmente en actividades que no se consideran propias de cada género.Las mujeres se han encontrado con barreras para lograr acceder a posiciones de poder en el sector económico y político. Mientras que en los hombres influye en el rechazo para asumir roles en el ámbito doméstico.
Históricamente la estructura social en Venezuela generalmente ha sido descrita como sexista o machista, lo que ha perpetuado la desigualdad de género a pesar de la adopción de medidas enfocadas a disminuirla.En algunos de los pueblos indígenas ya existía la violencia contra la mujer y la división sexual del trabajo, estos fenómenos se mantuvieron e institucionalizaron tras el inicio de la colonización europea.
Durante la guerra de independencia las mujeres comenzaron a romper algunas barreras involucrándose en la política. A pesar de esto, durante el siglo XIX las mujeres no fueron consideradas ciudadanas, en el Código Civil y la legislación de la época se mantuvo la discriminación con respecto a los hombres. Durante el siglo XX el movimiento por los derechos de las mujeres tomaría mayor fuerza, logrando alcanzar conquistas como el derecho al sufragio, la eliminación del uxoricidio y la reforma del Código Civil. A inicios del siglo XXI se reformaría la constitución y en ella se hizo uso del lenguaje no sexista y se plasmaron una serie de conquistas para la mujer. Sin embargo, durante este periodo tendría lugar una profunda crisis política y económica que afectaría a la población y en particular provocaría la feminización de la pobreza.

## Historia

### Época prehispánica
Algunos de los pueblos indígenas poseían un carácter patriarcal, las mujeres estaban subordinadas y en ocasiones podían ser víctimas de maltrato.Cronistas españoles hicieron mención de la existencia de la división sexual del trabajo, la poliginia y la violencia contra la mujer. En algunos de estos pueblos la infidelidad de la mujer se castigaban con golpes e incluso la muerte.
Las mujeres se encargaban de la actividad agrícola y la alfarería mientras que los hombres de la caza, la pesca y ceremonias religiosas.El sacerdote Joseph Gumilla al preguntar a los hombres el porqué las mujeres se dedicaban a la agricultura, le respondían que «... las mujeres saben parir y saben como han de mandar parir al grano que siembran».Gumilla también recogió el relato de una mujer que se quejaba del trabajo y del trato le daban los hombres. Mencionó que las mujeres debían recolectar tubérculos y cargarlos hasta la aldea, se encargaban del cuidado de los niños y de recolectar agua y leña para hacer la cena y chicha. Mientras que los hombres iban de caza y cuando volvían se dedicaban a conversar con sus amigos, emborracharse y algunos golpeaban a sus parejas.
En otras tribus al parecer no existía una marcada discriminación contra las mujeres.Era común que algunas fueran gobernadas por cacicas, que las mujeres ejercieran de curanderas, llamadas piaches o que fueran a la guerra junto con los hombres.Varios cronistas hicieron referencia a la existencia de mujeres cacicas como Orocomay, Isabel o Anapuya.Gonzalo Fernández de Oviedo mencionó que «en aquellas provincias hallaron los cristianos pueblos donde las mujeres eran o cacicas y señoras absolutas que gobiernan y no sus maridos aunque los tengan...».Las mujeres también tomaban parte en diversas actividades juntos con los hombres. El sacerdote Gumilla en su obra El Orinoco ilustrado y defendido mencionó que los otomacos jugaban un juego con pelota en el que participaban hombres y mujeres.
En zonas del país donde habitaron algunos de estos pueblos se encontraron restos arqueológicos de figuras femeninas similares a la Venus de Tacarigua. En ellos se representaban rasgos femeninos probablemente asociados a cultos de fertilidad y podrían evidenciar la importancia en la sociedad de la mujer como reproductora y productora.

### Época colonial
Durante la época colonial las autoridades coloniales trasladaron muchos de los prejuicios existentes en Europa en contra de las mujeres, los cuales se hicieron evidentes en el derecho y en las instituciones políticas y religiosas.A las mujeres se les prohibió ejercer ciertas profesiones y en las Leyes de Indias se permitía que los hombres golpearan o asesinaran mujeres como una forma de vengar su «honor mancillado» por causa de un adulterio.
A pesar de que existió la división sexual del trabajo, en el comienzo de la conquista algunas mujeres dirigieron encomiendas en varias regiones de la Provincia de Venezuela, aunque esto fue rechazado dentro ciertos sectores por la presunta incapacidad de las mujeres para tener indios encomendados.Una de las posibles causas por lo que se permitió a mujeres dirigir encomiendas fue para animar a los hombres a casarse con estas, que se establecieran en el territorio y lo poblaran.
La falta y subordinación de las mujeres tendría repercusión en el proceso de mestizaje, el cual generalmente se daba entre varones blancos y mujeres indias o negras esclavizadas, y en ocasiones se producía por medio de la violación.Los blancos adinerados muchas veces tenían a sus familias legítimas a la vez que mantenían relaciones informales con indígenas o negras. Esto fomentó en la sociedad la poliginia y la aparición de un núcleo familiar donde la presencia del padre era inexistente y la figura de la madre se convirtió en el centro de la familia.Además, las mujeres esclavizadas que tenían pareja e hijos, a veces eran vendidas separadas imposibilitando la formación de una familia monogámica.

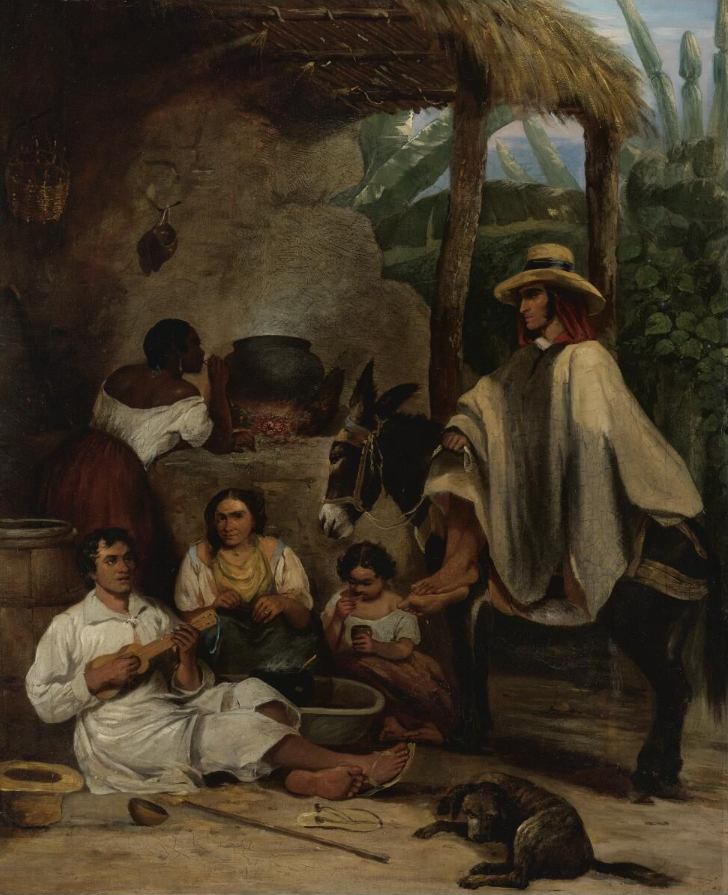
Posada de Ferdinand Bellermann

Algunas esclavas lograban la libertad «legalmente» por diversos medios, sin embargo, si se encontraba embarazada existía un impedimento llamado «situación de vientre». Si la esclava era liberada, pero estaba en gestación, el hijo quedaba esclavo, lo que provocaba que muchas huyeran, regalaran a sus hijos o los abortaran.
Las condiciones a las que fueron sometidos los esclavos e indígenas provocó varias revueltas, la mayoría lideradas por hombres, aunque las mujeres tuvieron participación. En 1603 el capitán Juan Bautista Cedeño Albornoz derrotó una sublevación de esclavos en Cumaná y apresó a una esclava que había sido nombrada reina por los rebeldes.También era frecuente las huidas de los esclavos que formaban poblados llamados cumbes, en la formación de algunos de estos tomaron parte mujeres como María de la Concepción Sánchez llamada la «cimarrona heroica» o Juana Francisca Llanos quién fundó, junto a Guillermo Rivas, el cumbe de Ocoyta.
Las mujeres blancas se encontraban en una mejor posición frente a las negras e indias, aunque igualmente subordinadas a la voluntad de los hombres.Las que pertenecían a la élite mantuana estaban principalmente destinadas a permanecer en el hogar y dedicarse a cumplir labores domésticas, una postura que era mantenida en otros estratos más bajos.
Algunas de las mujeres pertenecientes a la alta sociedad al carecer de posibilidades de estudio o de ejercer una profesión terminaban ingresando a conventos para dedicarse a una vida religiosa.La iglesia fue una de las instituciones donde se evidenció la discriminación contra la mujer, desde esta se mostró preocupación en que las mujeres se dedicaran al gobierno «virtuoso, discreto y prudente de la familia» como indicaba la obra Luz de verdades católicas del sacerdote jesuita Juan Martínez de la Parra que fue muy popular en la sociedad colonial.Incluso se llegó a establecer que en las capillas mayores de las catedrales no habría asientos para mujeres. Estas solo se podían ubicar en las peanas exteriores, pero solo se aceptaban a las mujeres blancas.
Si bien existieron restricciones en las leyes eclesiásticas sobre la participación de la mujer en ciertos cargos, algunas mantuanas lograron desempeñarse como superioras, abadesas y prioras de conventos.También algunas mujeres adineradas eran las encargadas de haciendas y dirigían las actividades agrícolas, mercantiles y podían disponer de sus esclavos. En 1741 un grupo de viudas se quejó ante el Consejo de Indias por las políticas de la Compañía Guipuzcoana.
Entre los mantuanos y los esclavos se encontraba la mayoría de la población compuesta de pardos y blancos de orilla. Los hombres de estas clases se dedicaban a los «oficios viles» como eran calificados los trabajos de artesanos, albañiles, zapateros, sastres, panaderos, etc. Muchas veces las madres, hermanas, esposas e hijas de estos compartían esos trabajos. Si bien estas mujeres eran libres, mantenían un nivel de vida miserable, a lo que se sumaba que eran las encargadas del cuidado de los hijos y las labores domésticas.Aparte de ser discriminada por su condición de género, la casta a las que pertenecían también influía. Las mujeres negras y mulatas libres no podían usar prendas de oro, perlas ni seda a menos que estuvieran casadas con un español.

### SigloXIX

#### Guerra de independencia
Desde finales del siglo XVIII comenzaron a difundirse las ideas de la independencia y la ilustración. En la conspiración de Gual y España algunas mujeres comenzaron a involucrarse en el campo de la política, entre las que destacaron se encontraban Josefa Joaquina Sánchez y María Isabel Gómez, madre de Manuel Piar. Sánchez junto con Gómez y varias mujeres de diversas clases y grupos étnicos se dedicaban de forma clandestina a repartir propaganda independentista, copias de los Derechos del Hombre y del Ciudadano y el programa del proyecto político ideado por Gual y España.Luego del fracaso de la conspiración, Sánchez trató infructuosamente de lograr que los esclavos y trabajadores de las haciendas vecinas se levantaran contra el gobierno colonial.Aunque las mujeres tomaron parte en el intento, en los escritos sobre la conspiración redactados por Gual y España se dejaba claro el rol que esperaban de ellas. El principal era el de ser las madres de los hijos que un futuro defenderían la nación.
Luego del fracaso de la conspiración de Gual y España, el 19 de abril de 1810 se dio la proclamación de la independencia y se convocaron elecciones generales. En el reglamento electoral se prohibió el derecho al sufragio a «las mujeres, los menores de veintiún años, los dementes, los sordomudos, los deudores, los fallidos...».Pese a ello las mujeres siguieron mostrando interés en las ideas independentistas y varias asistían a las reuniones de la Sociedad Patriótica.Juana Antonia Padrón convocaba a fiestas en su residencia que sirvieron a los patriotas para saltarse la vigilancia y organizar las primeras juntas patrióticas.La vinculación de mujeres en la política no fue vista con buenos ojos desde ciertos sectores. El arzobispo Narciso Coll y Prat criticó el que mujeres leyeran «libros revolucionarios» y dijo que no entendía por que asistían a estas reuniones, ya que ellas no podían «comprender nada de filosofemas, ni de revoluciones políticas».
El desarrollo de la guerra de independencia provocó que las mujeres se hicieran cargo de la dirección de las haciendas, las actividades comerciales y ante la ausencia de los hombres se les permitió gestionar directamente en las oficinas públicas.Otras se involucraron activamente en la guerra, llegando a colaborar en conspiraciones y donando dinero. La presencia de la mujer en los campos de batalla fue habitual y se encargaban de preparar el campamento, atender a los enfermos y algunas combatían. Estaba tan extendido la participación de las mujeres en las tropas que los generales Morillo y Santander dieron constantes órdenes para evitar que las mujeres marcharan en estas.
En 1811 en la Provincia de Barinas, un grupo de mujeres formado por Josefa Camejo, Nicolasa Briceño, María Miyares y Concepción Villafañe, se quejaron al Secretario de Gobierno por no ser tomadas en cuenta para el alistamiento. Mencionaron que no temían a «los horrores de la guerra» y que estaban dispuestas a entrar al servicio.Entre las que llegaron a destacar en el combate se encontraban Josefa Camejo, Juana Ramírez o Evangelina Tamoya, esta última llegó a alcanzar el rango de capitana.
Durante la guerra la violación fue practicada por ambos bandos y las víctimas generalmente eran mujeres.Tras la toma de San Carlos en 1814 por las fuerzas realistas varias mujeres fueron violadas, posteriormente se les rapó la cabeza y se les paseó en burro para luego azotarlas públicamente.Mientras que en 1819 en la ciudad de Santa Fe de Antioquia se denunció que soldados realistas abusaron de niñas de entre 8 y 12 años con el fin de que «Bolívar no encuentre una mujer entera».

La participación de la mujer en la causa patriota provocó que algunos dirigentes manifestaran públicamente su apoyo a la igualdad de estas con respecto a los hombres.El militar Simón Bolívar llegó a mencionar que:
«A la mujer nuestros antepasados la consideraban inferior al hombre, y nosotros la consideramos nuestra igual. Unos y otros estamos grandemente equivocados, porque la mujer nos es muy superior».
A pesar de estos discursos no se fomentaron cambios en el ordenamiento jurídico para establecer la igualdad y una vez terminado el conflicto las mujeres no fueron consideradas ciudadanas y volvieron a su posición social.Si bien algunos líderes mostraron públicamente su respaldo a la igualdad con la mujer, en privado mantuvieron posturas de discriminación. Antonio José de Sucre que había solicitado el grado de coronel para Manuela Sáenz, expresó su disgusto en una carta a Bolívar en 1829 por la «desgracia» que su mujer pariera una niña. 

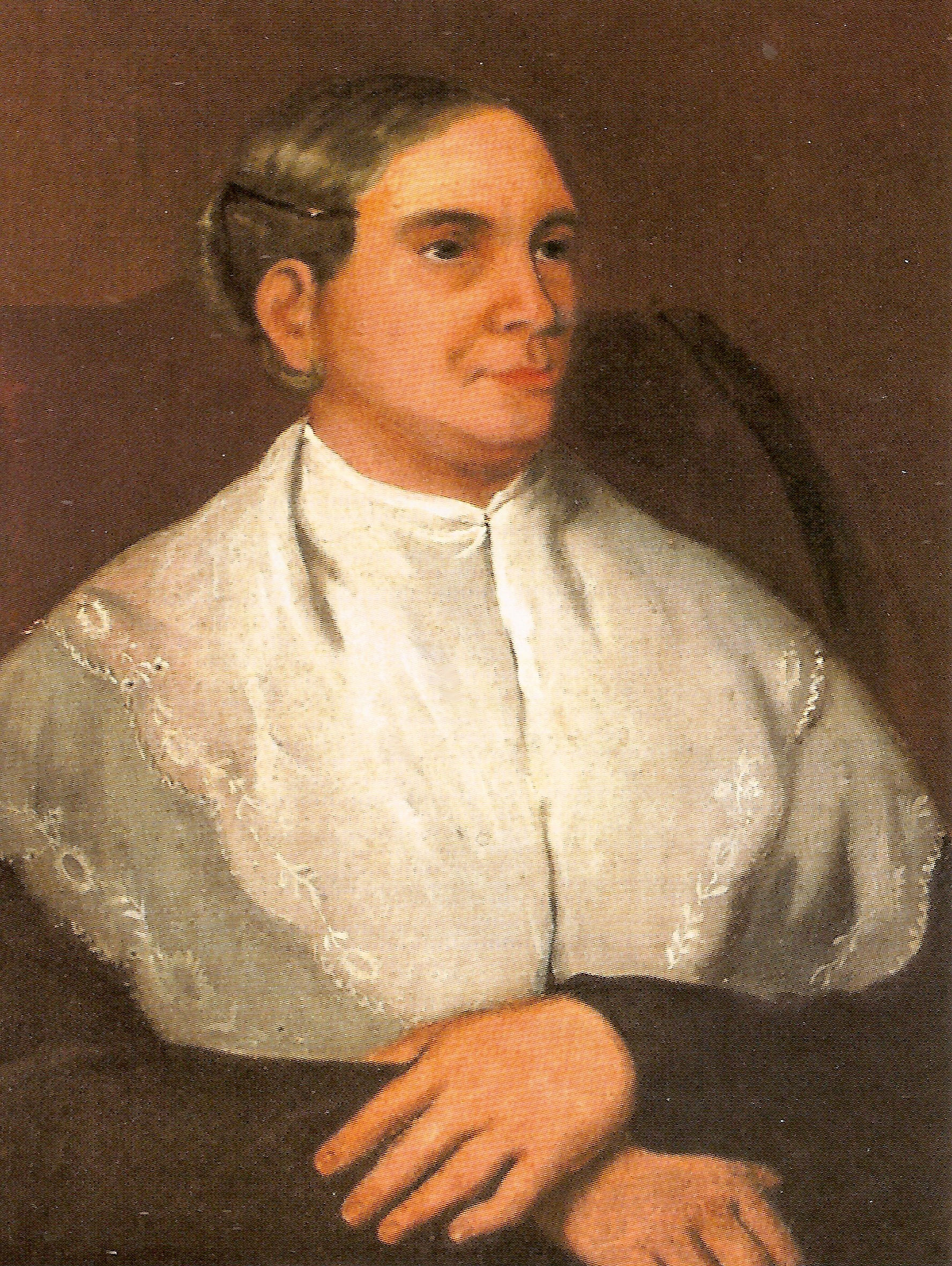
María Antonia Bolívar de Lewis Brian Adams

El mismo Bolívar se mostró crítico con su hermana y en varias ocasiones le escribió para que se mantuviera apartada de la política.María Antonia Bolívar fue una opositora a la causa independentista y en parte de su correspondencia expresó sus opiniones políticas, donde demostró poseer amplio conocimiento sobre la situación del país. En sus cartas mencionaba las «divisiones intestinas», el «fanatismo de la igualdad» y la «falsa filosofía» que promueve el «desorden».Fue una de las voces críticas contra el decreto de Guerra a Muerte y llegó a concederle protección a varios de los perseguidos en su hacienda.Pese a que tuvo una buena relación con su hermano, el Libertador en una de sus cartas le escribió que era «muy impropio de las señoras mezclarse en los negocios políticos».

#### Gran Colombia
La postura de los líderes independentistas con respecto a las mujeres cambió poco tras la formación de la Gran Colombia. En 1821 el Congreso Grancolombiano discutió la aprobación de leyes que establecían escuelas primarias para niños de ambos sexos. En algunos casos se propuso el uso de conventos religiosos como escuelas para niñas, aunque esto provocó polémica entre los congresistas debido a que no consideraban que las monjas fueran maestras aptas. En el texto del Congreso se leía que «... como no se espera otra cosa que sacar buenas esposas y madres de familia (por lo tanto), no son las monjas las más a propósito para llenar estos deseos...». El proyecto no fue aprobado.
Ese mismo año un reconocido hacendado y un grupo de vecinos le presentó un proyecto al Gobernador del Arzobispado de Caracas con el objetivo de fundar escuelas públicas católicas para niñas en varias ciudades. Entre los objetivos que debían perseguir estas escuelas se encontraban buscar la «ilustración verdadera» por medio de inculcar en las mujeres «en el gobierno de sus casas, en las labores propias de su sexo». Entre los libros recomendados para la educación de las niñas se encontraban La perfecta casada de Luis de León y otros, donde se reflejaba un ideal de mujer deseado por los hombres de la época. Aunque el proyecto no llegó a implementarse.
En 1827 las autoridades publicaron el plan de estudios que sería aplicado en las instituciones educativas, en el plan se prohibía el acceso a la educación media y superior a las mujeres justificándolo en las supuestas diferencias naturales entre ambos sexos.

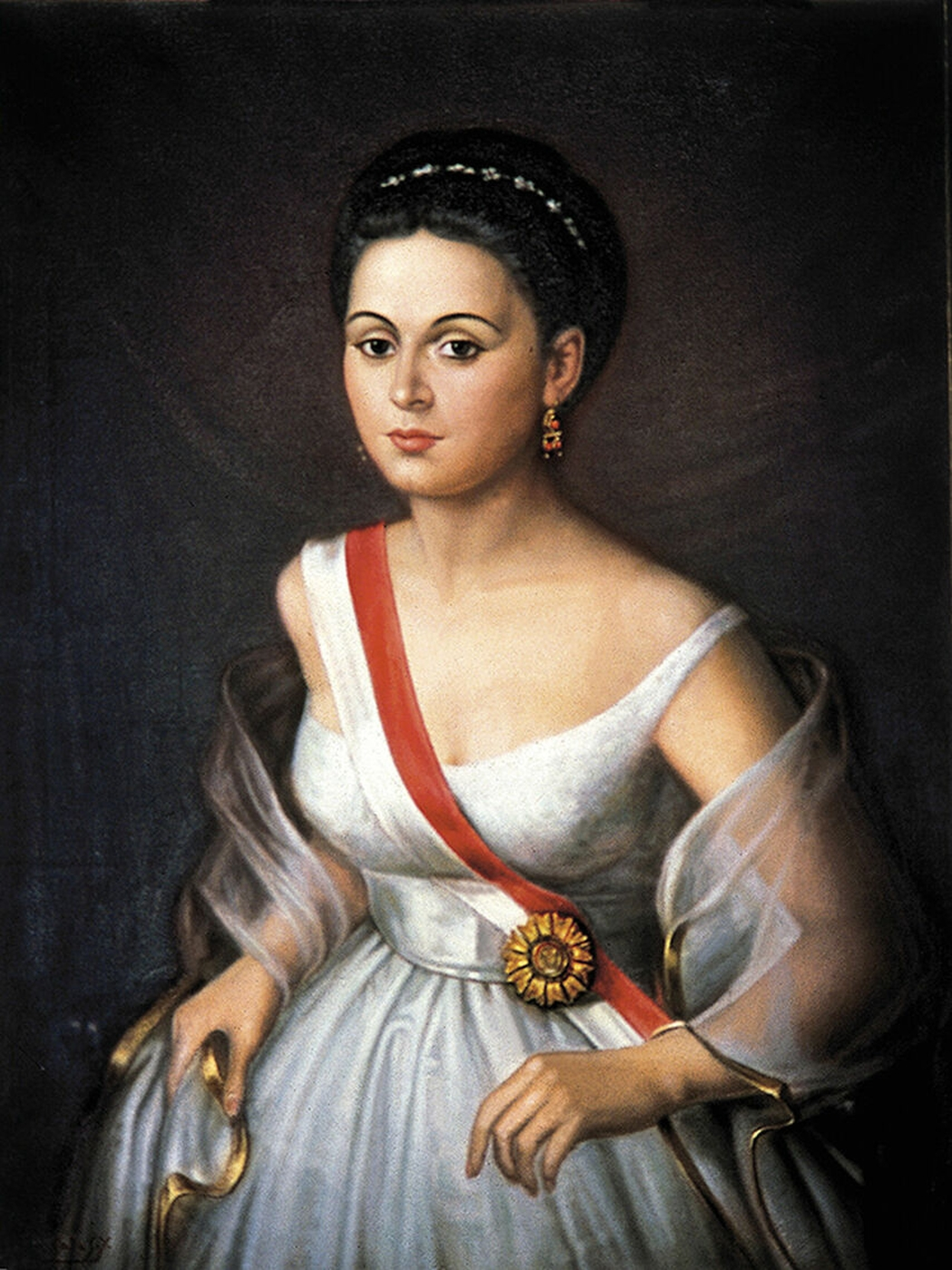
Manuela Sáenz

Pese a las posturas de discriminación, algunas mujeres lograron romper los estereotipos. Manuela Sáenz tomó parte activa en la política y en la guerra, se ganó el rango de coronel y en parte de sus escritos mostró un amplio conocimiento de la situación política.Bolívar le escribió a Luis Perú de Lacroix que los logros de Sáenz no se debían a su relación sentimental, sino que «lo conquistó ella como mujer».Luego de la muerte de Bolívar, trató de mantenerse activa en la política intercambiando correspondencia con el militar Juan José Flores.A pesar de sus logros en la sociedad de su época no fue del todo aceptada debido a su relación extramarital con Bolívar, su participación en la política y su condición de mujer.

#### Época republicana
Durante el siglo XIX la discriminación de las mujeres se manifestó en las leyes, en las instituciones y la sociedad, ya que se mantuvieron roles diferentes de acuerdo al género. El hombre se encontraba en el ámbito público y la mujer permanecía en el ámbito privado.Iniciada la república la mujer era considerada como un sujeto menor de edad y no se les consideraba ciudadanas. Era aceptable que el esposo golpeara con moderación a la mujer con el objetivo de «educarla».
En la constitución y el Código Civil las mujeres carecían de muchos de los derechos de los hombres.Desde 1858 se mantuvo el sufragio solo para hombres y en el Código Civil de 1862 se consideraba al marido como «el jefe de la familia» y que la esposa debía «obedecer al marido y seguirle dondequiera que fije su residencia».A pesar de la obediencia que debía ofrecerle la esposa a su cónyuge, el Código mencionaba que esta no debía ser «ciega» y que la mujer tenía el derecho y deber de hacerle «observaciones».El político Aníbal Dominici en su obra Comentarios al Código Civil analizaba el porqué de la supuesta supremacía del hombre. En el libro afirmaba que el marido poseía mayor fuerza física y actitudes morales.

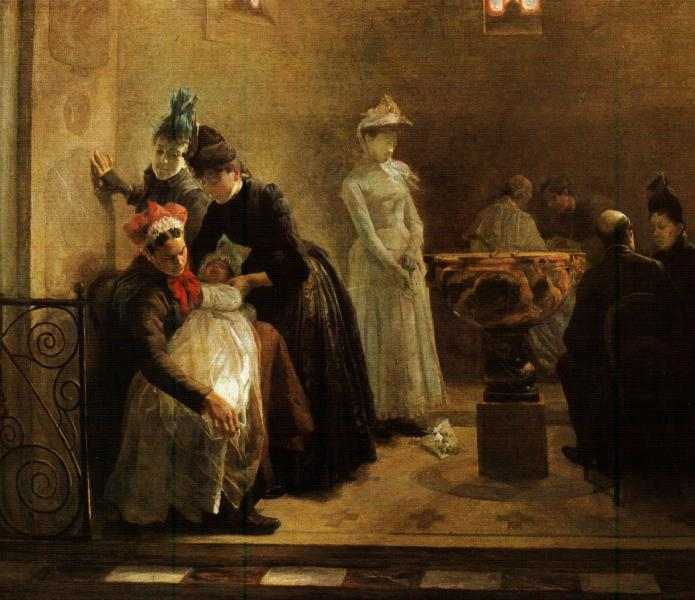
El bautizo por Cristobal Rojas

Las mujeres una vez se casaban no poseían la patria potestad y no podían administrar sus propios bienes ni los comunes, estos quedaban bajo control del marido.El Código de Procedimiento Judicial de 1836 estableció la incapacidad jurídico-procesal de la mujer casada al igual que los menores, los mentecatos y los dementes.Si la mujer abandonaba al marido, este podía acudir a alguna autoridad para forzar a sus esposas a reintegrarse al domicilio conyugal. En el código civil también se garantizaba el divorcio no vincular que permitía la separación pero no eliminaba el vínculo jurídico.
En el campo de la política las mujeres estaban excluidas, pero algunas lograron relevancia por su influencia como primeras damas. Belén Estévez, esposa de Francisco Linares Alcántara, presuntamente influyó en su marido para evitar represalias políticas contra algunos de sus opositores.Mientras que Jacinta Parejo de Crespo, esposa de Joaquín Crespo, fue una de las principales promotoras de la Revolución Legalista que llevaría al poder a su esposo e incluso hizo campaña por el movimiento reeleccionista.En 1892 durante el gobierno de Crespo, se creó una medalla para honrar a las mujeres probablemente bajo la influencia de su esposa. Fue el primer galardón concedido exclusivamente a las mujeres en el país. En la medalla se leía «Del Gobierno de la Revolución a las Dignas Hijas de la Patria».

Según algunos autores, luego de la independencia y debido a la cantidad de guerras civiles que tuvieron lugar durante el siglo XIX, políticos e intelectuales trataron de dar forma a la identidad nacional. Se propagó una visión de que el proceso de independencia se debió a grandes hombres revestidos de cualidades guerreras mientras que la mujer quedó destinada a ser un complemento del hombre y asociada a atributos considerados negativos o vicios.En 1825 el militar Simón Bolívar al hacer referencia a la educación necesaria para mejorar la nación hizo énfasis en las cualidades guerreras en detrimento de atributos femeninos. Bolívar escribió que:
«La nación será sabia, virtuosa, guerrera, si los principios de su educación son sabios, virtuosos y militares: ella será imbécil, supersticiosa, afeminada y fanática si se cría en la escuela de estos errores».
Esta percepción de heroicidad masculina fue institucionalizada por medio del culto a los «padres de la patria» que debido a los constantes conflictos internos que tuvieron lugar en la historia del país se fueron arraigando en amplios sectores de la población y pudo haber favorecido a la permanencia de gobiernos patriarcales, militaristas y dictatoriales.

### SigloXX

#### Dictaduras de Castro y Gómez
Durante la dictadura de Cipriano Castro se mantuvo la prohibición de la participación de la mujer en la vida política. En la Constitución de 1901 se declaraba que el derecho de sufragio solo podía ser ejercido por «venezolanos varones» mayores de 21 años.En su gobierno se reformó el Código Civil para permitir el divorcio, pero las mujeres no podían ejercer la patria potestad. Además el extranjero que se casaba con una venezolana no podía adquirir la nacionalidad, algo que si pasaba en el caso contrario.
Derrocado Castro se dio inicio a la dictadura de Juan Vicente Gómez y durante esta desaparece la figura de la primera dama, debido a que el dictador nunca se casó y vivió en concubinato con varias mujeres. Según autores, este hecho reforzó la visión machista de la sociedad en las que un hombre debía estar con varias mujeres a la vez.Durante el régimen de Gómez los patrones de discriminación contra las mujeres se mantuvieron en la legislación de la época. En 1922 se incluyó en el Código Civil penas de prisión para las mujeres que se casaran antes de diez meses de haberse divorciado o enviudado, norma que estuvo vigente hasta 1945.Mientras que en el Código Penal de 1926 se estableció que el aborto era ilegal.

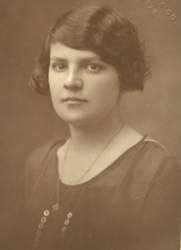
Carmen Clemente Travieso

Ante la represión del régimen, algunas mujeres comenzaron a tomar parte activa en la vida política del país. Luego de la detención de un grupo de estudiantes varias activistas crearon el grupo madrinas de guerra para apoyar a los detenidos y exigir su libertad, entre las miembros se encontraban Carmen Clemente Travieso, Antonia Palacios, María Teresa Castillo y otras. Dentro de este grupo se formaría la Sociedad Patriótica de Mujeres Venezolanas, la primera organización política femenina del país, la cual se encargó de denunciar los crímenes de la dictadura y apoyar a los presos políticos.

#### Postgomecismo
Tras el fin de la dictadura de Gómez se inició el gobierno de Eleazar López Contreras y en este el movimiento de mujeres tomaría una mayor fuerza. En la Constitución de 1901 se plasmó que el derecho al sufragio solo podía ser ejercido por «venezolanos varones» y en constituciones posteriores se eliminó del artículo la palabra «varones» pero no se permitió el derecho al voto de la mujer y en 1936 nuevamente se incluyó en la constitución la referencia a «venezolanos varones».

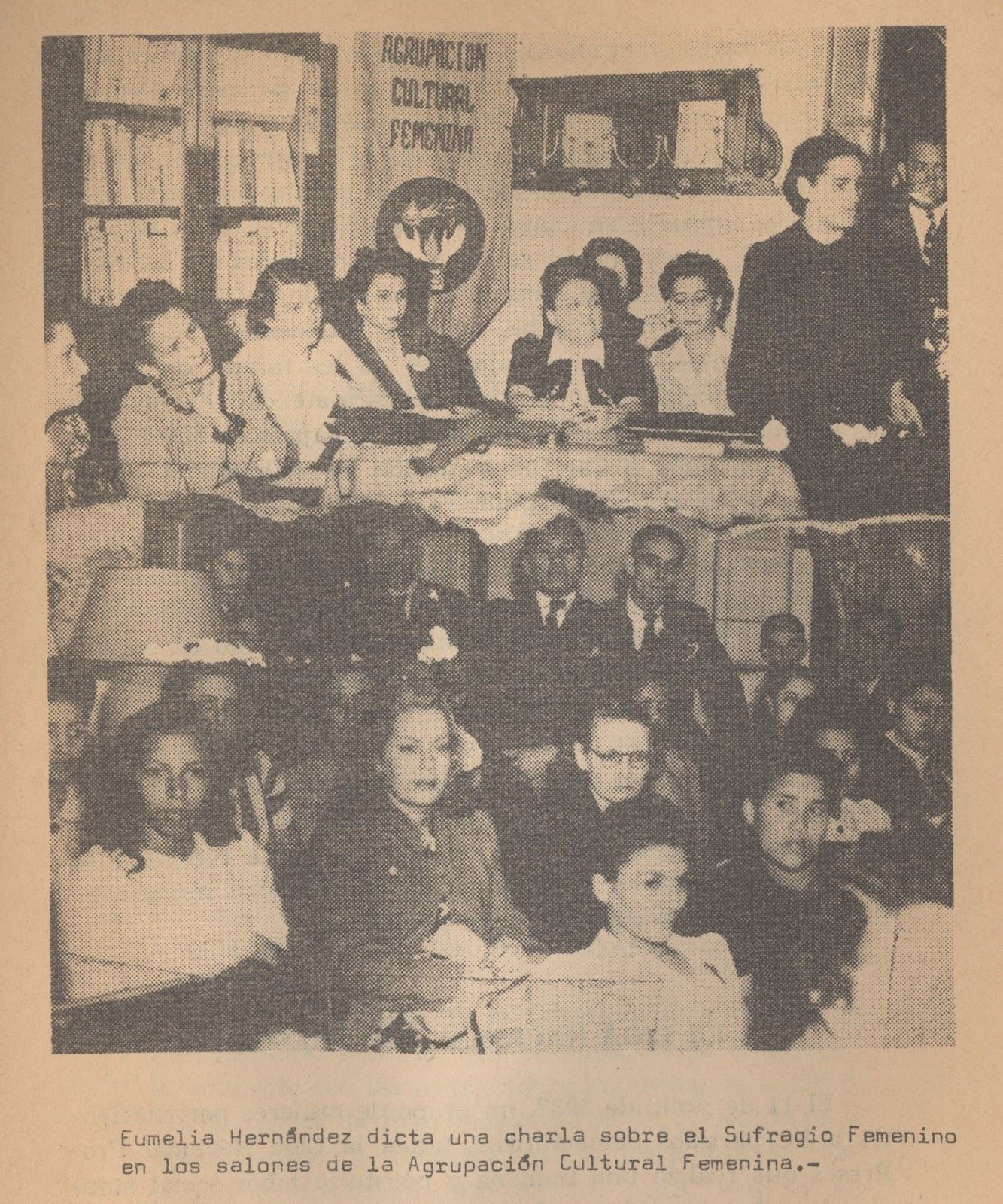
Mujeres pertenecientes a la Agrupación Cultural Femenina

Desde la década de 1930 comenzaron a surgir un conjunto de agrupaciones femeninas que pusieron en la palestra los derechos de la mujer. Entre estas se encontraban la Agrupación Cultural Femenina (ACF), la Asociación Venezolana de Mujeres (AVM), la Unión de Mujeres Americanas y Mujeres Independientes, Acción Femenina, Comité pro Sufragio y las Asociaciones Unidas pro Reforma del Código Civil.La ACF tuvo entre sus miembros a Carmen Clemente Travieso, Cecilia Pimentel, Luisa del Valle Silva, Mercedes Fermín y otras.Mientras que la AVM estaba formada por Ada Pérez Guevara, Irma De Sola Ricardo, Panchita Soublette Saluzzo, entre otras.
La Agrupación Cultural Femenina (ACF) y varias de las organizaciones femeninas pusieron en práctica varias acciones para lograr mejorar las condiciones de las mujeres y lograr el derecho al sufragio. Por iniciativa de ACF se fundó la Casa de la Obrera, se crearon sindicatos femeninos y se promovieron iniciativas contra el analfabetismo y la lucha de los derechos de la mujer.En 1936, debido a la presión de grupos feministas se aprobó una nueva ley de trabajo que garantizaba protección a la madre trabajadora, el permiso por maternidad y la igualdad de salarios entre ambos sexos por igual trabajo. Sin embargo, desde 1941 activistas denunciaron que en las fábricas las mujeres cobraban entre un 30 y un 40% menos que los hombres.
Durante el gobierno de Isaías Medina Angarita las presiones de los grupos feministas continuaron. En 1942 mujeres que pertenecían a la Agrupación Cultural Femenina, la Asociación Venezolana de Mujeres y otras organizaciones realizaron una campaña donde recolectaron más de doce mil firmas para presionar y lograr la reforma del Código Civil.La petición fue recibida por el Congreso y se logró la modificación de los artículos del 136 al 138 para garantizarle a las mujeres la posibilidad de obtener legalmente la patria potestad, disponer de sus bienes sin tener que consultar con su marido, entre otras conquistas.También se reformó el Código de Comercio para permitir a las mujeres ejercer una profesión comercial con independencia de su esposo. Aunque en el Código se establecía que las mujeres no podían ser síndicos a pesar de ejercer una carrera comercial.
Algunos sectores de la sociedad no vieron con buenos ojos el activismo de las mujeres para mejorar sus derechos. Desde el diario La Religión, monseñor Jesús María Pellín, llegó a calificar a las activistas de «prostitutas» y «mujeres que deberían estar en sus casas».Sin embargo, varios hombres se sumaron a las iniciativas para lograr el derecho al sufragio femenino.Miembros masculinos del partido Acción Democrática fueron unos de los que se sumaron a estas acciones. El partido uso la votación para escoger la reina de la Serie Mundial de Beisbol de 1944 como un medio para hacer campaña a favor del voto femenino. Esta fue la primera vez que se celebraron elecciones con votación universal, directa y secreta, resultando electa Yolanda Leal.
A pesar de las presiones, el gobierno de Isaías Medina Angarita solo aprobó la reforma constitucional de 1945, en donde se permitía el voto femenino para elegir a los hombres al Concejo Municipal, pero no les dejaba ser candidatas.Uno de los opositores al sufragio femenino fue el ministro Arturo Uslar Pietri, que se mostraba en contra de otorgar el derecho, ya que supuestamente afectaría el apoyo al gobierno y la paz que dañarían las mujeres «histéricas», «sentimentales» y «bobas».

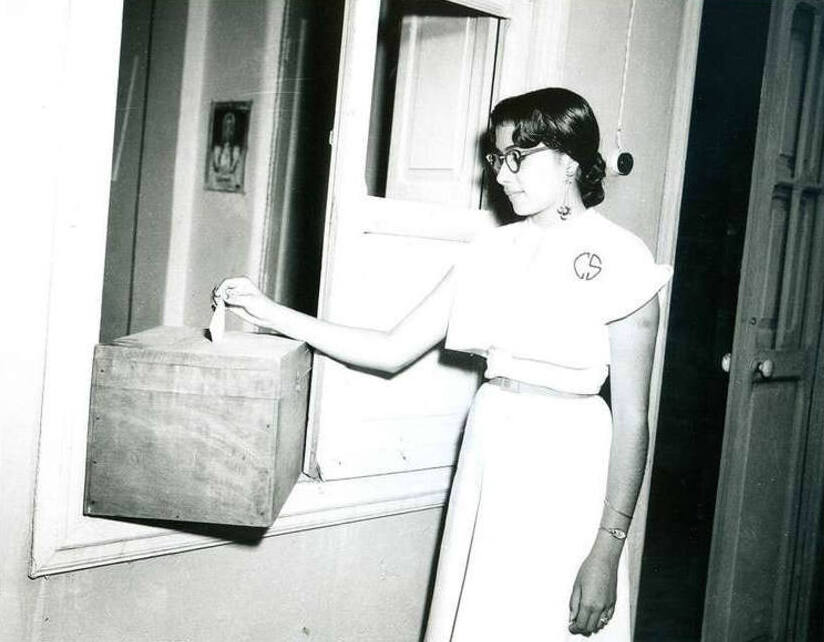
Mujer venezolana ejerciendo el derecho al voto

Tras el derrocamiento de Medina Angarita en 1945, se instaló una junta de gobierno que convocó a unas elecciones para elegir una  Asamblea Nacional Constituyente. Estas fueron las primeras elecciones oficiales en las que pudieron participar las mujeres como votantes y candidatas, resultando electas doce. Entre las que se encontraban Panchita Soublett Saluzzo, Cecilia Núñez, Ana Luisa Llovera, Mercedes Fermín, Amparo Monroy, Lucila Palacios, Carmen Gracián de Malpica, Catalina Romero, Isaura Saavedra, Nieves de Entrena, Inés Labrador y Luisa del Valle Silva.Luego de la reforma de la constitución se estableció en el artículo 81 que «son electores todos los venezolanos, hombres y mujeres mayores de 18 años...» y en 1947 las mujeres votaron por primera vez para elegir un presidente, siendo electo Rómulo Gallegos.

#### Dictadura de Marcos Pérez Jiménez
Durante la dictadura de Marcos Pérez Jiménez surgieron algunas organizaciones femeninas que si bien abogaban por los derechos de las mujeres, la persecución del régimen las obligó a dedicarse a actividades partidistas de forma clandestina. Entre algunas de estas organizaciones se encontraban la Unión de Muchachas Venezolanas y la Unión Nacional de Mujeres vinculadas al Partido Comunista y ambas fueron prohibidas. Entre algunos de sus miembros estaban Argelia Laya, Esperanza Vera, Helena Fierro Herrera y Yolanda Stephen.Otra de las organizaciones femeninas que se dedicó a combatir la dictadura fue el Comité Femenino de la Junta Patriótica, formado por Isabel Carmona, Leonor Mirabal, Rosa de Ratto Ciarlo, Carmen Mannarino, Elena Dorila Parra y otras.

#### Bipartidismo
Desde el siglo XX varios organismos internacionales comenzaron a poner en el tapete los derechos de las mujeres por medio de diversas campañas. La Organización de las Naciones Unidas declaró 1972 como el Año Internacional de la Mujer y varios de los gobiernos venezolanos buscaron implementar mejoras en los derechos de las mujeres en consonancia con estas iniciativas internacionales.
Sin embargo, los avances en esta materia fueron lentos. Tras la caída de la dictadura de Pérez Jiménez en 1958 se convocaron a elecciones generales, las mujeres participaron aunque solo tres fueron electas para el Congreso y otras a las Asambleas Legislativas y a los Concejos Municipales de los estados.Durante el segundo gobierno de Rómulo Betancourt se aprobó la constitución de 1961 y en esta se mantuvieron algunas medidas de discriminación contra la mujer. Se estableció que la nacionalidad solo podría ser obtenida por la «extranjera casada con venezolano» algo que no sucedía en el caso contrario.
En 1968 durante el gobierno de Raúl Leoni se nombró Aura Celina Casanova ministra de fomento, la primera mujer en un ocupar un puesto ministerial.Ese año mismo el gobierno aprobó el reconocimiento a la Declaración sobre la Eliminación de la Discriminación contra la Mujer.En 1974, durante el primer gobierno de Carlos Andrés Pérez, se creó la Comisión Femenina Asesora de la Presidencia de la República (Cofeapre), la primera organización gubernamental dedicada a la mujer. Estuvo presidida por Elena Fierro y por medio de esta se promovió la creación de un Comité Venezolano del Auspicio del Año Internacional de la Mujer.Fierro fue la primera mujer que formó parte de la Corte Supremo de Justicia y también dirigió en 1975 el Primer Congreso Venezolano de Mujeres.
En 1979 durante el gobierno de Luis Herrera Campins se creó Comité de Defensa de los Derechos de la Mujer y el Ministerio de Estado para la Participación de la Mujer en el Desarrollo, siendo Mercedes Pulido la encargada de presidirlo.Además, el gobierno venezolano se concentró en renovar la «ley familiar» nacional y en 1983 se firmó la Convención sobre la eliminación de todas las formas de discriminación contra la mujer.Aunque durante el gobierno de Jaime Lusinchi, se eliminó dicho ministerio alegando problemas presupuestarios. En su sustitución se creó la Oficina de la Mujer y la Familia que posteriormente se convertiría en el Ministerio de la Familia. Durante este gobierno se pusieron en práctica varios programas la Dirección General Sectorial de Promoción a la Mujer y la creación de varias Oficinas Estadales de la Mujer.

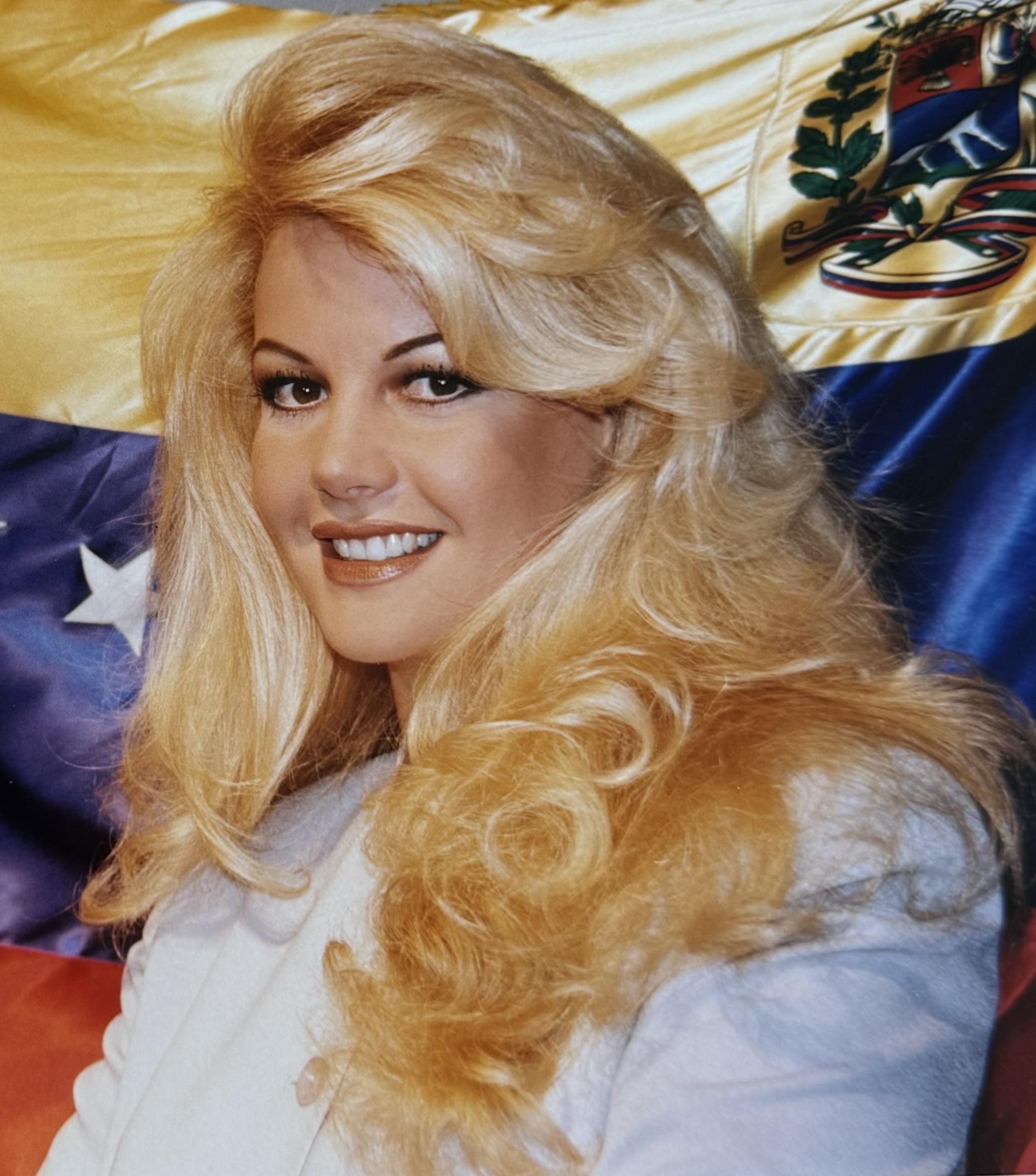
Irene Sáez

Estas iniciativas lograron una mayor participación de la mujer en los puestos de poder. Entre 1980 y 1990, once mujeres fueron designadas como ministras y en las elecciones presidenciales de 1988, Ismenia Villalba se presentó como la primera mujer candidata presidencial, alcanzando 61734 votos. En años posteriores se postularían Rhona Ottolina, Carmen de González e Irene Sáez, aunque contaron con poco apoyo popular.
A pesar de los avances en los derechos de las mujeres que tuvieron lugar durante el siglo XX, en parte de la sociedad y las instituciones se mantenían posturas de discriminación y violencia. Desde la época republicana el uxoricidio estuvo tipificado en el país. Este tipo de crímenes se justificaban en el Código Penal que establecía que «no incurrirá en las penas comunes de homicidio ni las lesiones el marido que, sorprendiendo en adulterio a su mujer y a su cómplice, mate, hiera o maltrate a uno de ellos o a ambos», aunque en algunos casos se condenaba al homicida, pero a penas no mayores de tres años.En 1971 la abogada Sonia Sgambatti solicitó eliminar el artículo debido a que la ley otorgaba el «derecho a matar» y era desigual, ya que no aplicaba a la mujer que encontraba a su marido cometiendo adulterio. La Corte Suprema de Justicia tardó diez años en eliminar dicho artículo.
En la sociedad también se mantenían prejuicios contra la mujer debido a que era bien visto que los hombres tuvieran relaciones con muchas mujeres mientras que a las mujeres se les exigía un comportamiento de «monjas».Uno de los casos que puso esto en evidencia fue el escándalo producto de relación extramarital del presidente Jaime Lusinchi con su secretaria Blanca Ibáñez.El caso afectó la popularidad de Lusinchi dentro de su propio partido, pero esto no se motivó por la infidelidad o que fuera considerado un mujeriego, sino que se debió a la percepción de que el presidente estaba siendo «gobernado por una mujer» debido al poder e influencia que había conseguido Ibáñez dentro del gobierno.
Si bien hubo un aumento en la participación de las mujeres en la política existieron denuncias de que en la mayoría de los partidos fueron destinadas a «trabajo de base» lo provocó que pocas llegaran a posiciones de liderazgo.La mayoría de los dirigentes de partidos políticos y del sector empresarial eran hombres. En contraparte, varias de las organizaciones defensoras de los derechos humanos estaban lideradas por mujeres.
Esto fue criticado por algunos sectores de la izquierda, pero en algunos casos dentro de estos mismos movimientos existieron casos de discriminación. Desde la década de 1960 algunos miembros de la izquierda asumieron la lucha armada y las mujeres que pertenecían a estos grupos en general fueron destinadas a posiciones de retaguardia y de bajo perfil, una excepción fue Argelia Laya, que logró ser miembro de la directiva de las Fuerzas Armadas de Liberación Nacional.
La situación de discriminación y violencia provocó que desde la década de 1970 comenzaran a surgir algunas organizaciones con reclamos feministas entre las que se encontraban Movimiento de Liberación de la Mujer, Mujeres Socialistas, Liga de Mujeres, Círculos Femeninos Populares, Asociación Venezolana para una Educación Sexual Alternativa (Avesa), Red Universitaria Venezolana de Estudios de la Mujer (Reuevem) y otras. Entre algunas de las activistas que destacaron se encontraban Rosa Paredes, Juanita Delgado, Delfina Ortiz, Gloria Comesaña, Elisa Jiménez y otras.Por medio de estas organizaciones se brindaron programas de apoyo y se entablaron luchas para tratar temas vinculados a la reforma del Código Civil, la feminización de la pobreza, la despenalización del aborto, la violencia contra la mujer y la igualdad de género.
En 1980 ocurrió uno de los avances significativos en la lucha por los derechos de la mujer. La Federación Venezolana de Abogadas (Feva), presidida por la jurista Ana Lucina Maldonado, presentó ante el Congreso una propuesta para modificar el Código Civil. El 16 de julio de 1982, el Congreso de Venezuela aprobó las modificaciones entre las que se encontraban el permitir establecer la residencia conyugal por mutuo acuerdo, el ejercer la patria potestad por parte de la madre, hacer opcional el uso del apellido del marido, la administración de los bienes en común y establecer el adulterio como causal de divorcio para ambos sexos. También se eliminó la diferencia entre los hijos legítimos y naturales quedando en la misma condición.
Desde la década de 1990 surgieron nuevas organizaciones que promovieron los derechos de las mujeres y los gobiernos que se sucedieron mantuvieron políticas para mejorar la situación de las mujeres. Durante el segundo gobierno de Carlos Andrés Pérez, Elena Fierro fue nombrada ministra de Estado para la Promoción de la Mujer y bajo su supervisión se creó la Comisión Femenina Asesora de la Presidencia de la República. Mientras que el Congreso creó la Comisión Bicameral para los Derechos de la Mujer y por medio de esta se logró la reforma a la Ley Orgánica del Sufragio y Participación Política que estableció una cuota participación para las mujeres.También se reformó la Ley Orgánica del Trabajo para garantizar el fuero maternal y la inamovilidad laboral durante el embarazo y el puerperio.Pese a estos avances, en un reporte sobre los derechos humanos en Venezuela del Departamento de Estado de los Estados Unidos de 1992 se mencionó la existencia de violencia y discriminación gubernamental en contra de las mujeres.
Durante el segundo gobierno de Rafael Caldera, se creó el Consejo Nacional de la Mujer (Conamu) presidido por María Guzmán y entre sus principales acciones se encontraban la promoción de Ley de Igualdad de Oportunidades para la Mujer en 1994. En 1998 el gobierno ratificó la Convención sobre la Eliminación de Todas las Formas de Discriminación contra la Mujer y posteriormente se aprobó en el Congreso la Ley sobre la Violencia contra la Mujer y la Familia.

### SigloXXI

#### Chavismo
Tras la llegada al poder de Hugo Chávez, este se declaró feminista y llegó a expresar que en «la tarea de la liberación de los pueblos es fundamental la liberación de la mujer». Al inicio de su gobierno se pusieron en práctica una serie de políticas en pro de los derechos de las mujeres. Varios de los miembros de la Asamblea Nacional Constituyente de Venezuela de 1999 eran mujeres y en la redacción de la constitución se hizo uso del lenguaje no sexista. Aunque esto fue criticado por ciertos sectores, llegando a considerarlo como un «desastre lingüístico».
En la constitución se estableció la protección en contra de la discriminación y violencia hacia las mujeres.El artículo 21 decía que «no se permitirán discriminaciones fundadas en la raza, el sexo, el credo, la condición social (...)».Además se plasmaron una serie de conquistas para las mujeres entre las que se encontraban el reconocimiento del trabajo doméstico como una «actividad económica que crea valor agregado y produce riqueza y bienestar social» y se garantizó el seguro social integral para las amas de casa y el derecho a la planificación familiar.
Varias mujeres ocuparon puestos claves en el gobierno y se crearon diversos organismos para brindar apoyo como el Instituto Nacional de la Mujer, Ministerio del Poder Popular para la Mujer y la Igualdad de Género y el Banco de la Mujer.También comenzaron a surgir diversas organizaciones no gubernamentales para defender los derechos de las mujeres como Uquira, las Comadres Púrpuras, Tinta Violeta, Araña Feminista y otras.Además se modificó el Código Penal para permitir el aborto solo en casos de que la vida de la madre o el bebe estuvieran en riesgo.Aunque en el Código se atenuaban las penas para el hombre que lo cometiera para «salvar el honor de su madre, esposa o hijos».En el 2009 se aprobó la Ley Orgánica de Procesos Electorales que estableció que los partidos políticos «procurarán» seleccionar listas con candidatos para los cuerpos deliberantes con un 50% para cada sexo, sin embargo, esto no era una obligación.
Desde 1998 estuvo vigente la Ley contra la Violencia hacia la Mujer y la Familia, pero esta fue eliminada debido, según autores, a la influencia de un grupo de militares que se quejaban de ser despojados de sus bienes por las mujeres que los denunciaban.En su sustitución se aprobó la Ley Orgánica sobre el Derecho de las Mujeres a una Vida Libre de Violencia.En la ley se definió la violencia contra la mujer como «todo acto sexista» que causara un daño físico, sexual, psicológico, laboral y económico.
El impacto de esta ley fue limitado debido a los altos niveles de corrupción en el sistema judicial y una presunta percepción en parte de la sociedad que la violencia contra la mujer es un delito menor y que la mujer era culpable de la conducta violenta del agresor.También se denunció el uso de esta ley como un instrumento para atacar a sectores opositores.En 2009 una campaña de varias organizaciones no gubernamentales en contra de la Ley de Propiedad Social fue prohibida, debido a la presencia de imágenes de mujeres desnudas con sus partes íntimas cubiertas. En 2013 el político opositor Henrique Capriles, fue acusado por la ministra Nancy Pérez Sierra de violencia mediática contra la mujer luego de que publicara algunos mensajes sobre la presunta existencia de casos de corrupción entre el gobierno y la presidenta argentina Cristina Fernández de Kirchner.

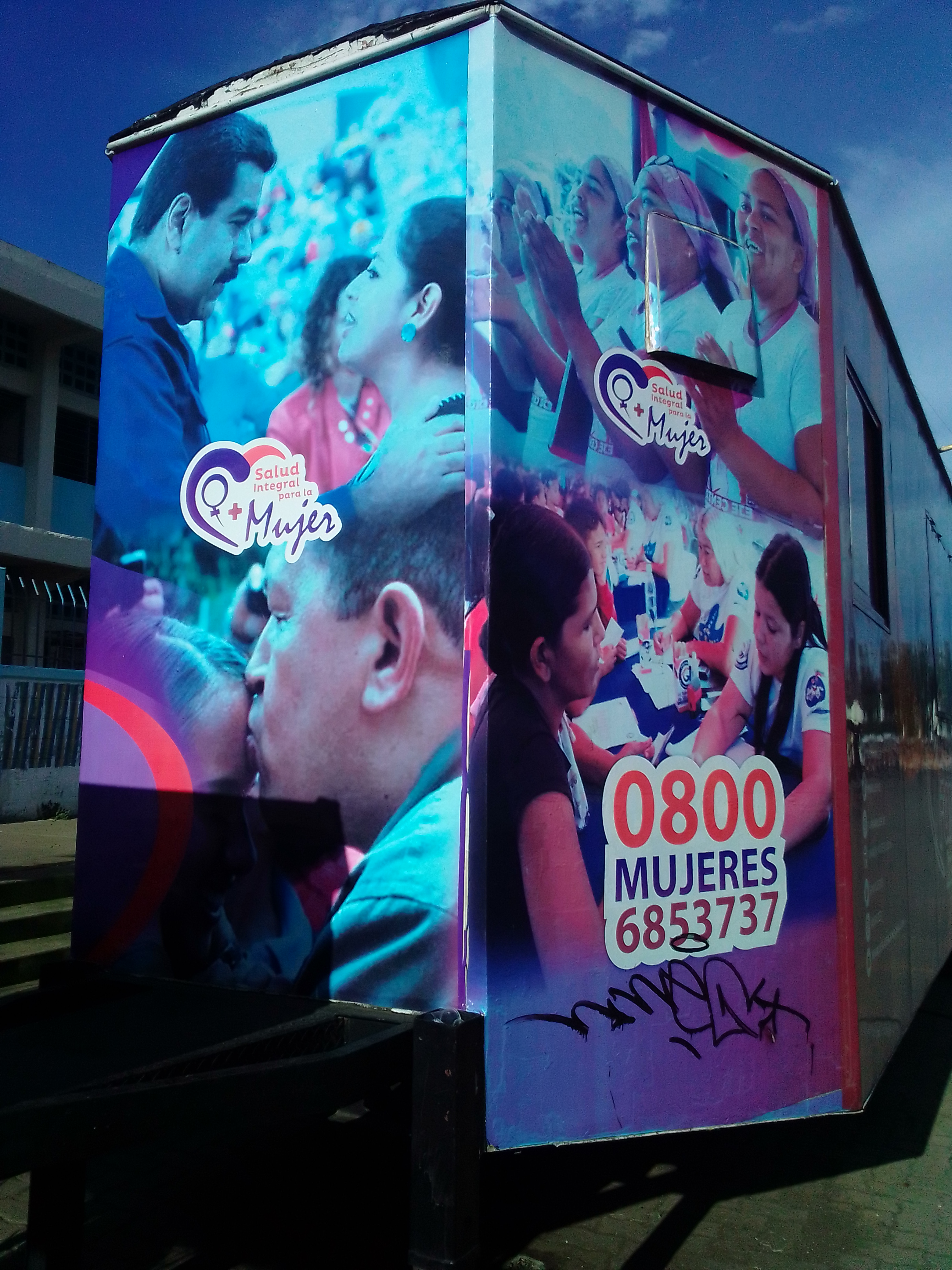
Propaganda bolivariana en unidad móvil de FarmaMujer

De igual manera se denunció que muchas de las instituciones y organizaciones que se crearon fueron cooptadas e instrumentalizadas por el gobierno con fines partidistas provocando que las activistas feministas estuvieran más comprometidas por la permanencia en el poder de Chávez que con la defensa de igualdad de género.Esto provocó pocos avances en temas claves como la despenalización del aborto o la aprobación de una ley de paridad de género en los puestos gubernamentales.
En la sociedad también se manifestó la discriminación contra la mujer y las constantes tensiones políticas pusieron esto en evidencia.Desde el gobierno se hizo uso de un discurso agresivo, descalificador y «patriótico machista», llegando incluso a cuestionar la virilidad de algunos de sus críticos.En parte de la oposición también se reprodujeron conductas sexistas, en algunas manifestaciones antigubernamentales se les solían arrojar pantaletas a los militares como un símbolo de cobardía.A las mujeres de ambos bandos que se involucraban en la política se les atacaba por su apariencia física, su vestimenta y honorabilidad mucho más que a los hombres y algunas solo lograron resaltar luego de las persecuciones de sus esposos como Patricia Gutiérrez o Eveling Trejo de Rosales.Mientras que a otras que lograban liderazgo se le atribuyeron características masculinas con frases como «María Corina tiene bolas».
Luego de la muerte de Chávez, llegó al poder Nicolás Maduro que también se declaró feminista.Al igual que el gobierno anterior se siguieron promoviendo políticas para el beneficio de las mujeres como la Ley para la Promoción y Uso del Lenguaje con Enfoque de Género y el Plan de Parto Humanizado por medio del cual Maduro llamó a las mujeres «¡A parir pues, a parir! ¡Todas las mujeres a tener seis hijos, todas, que crezca la patria!».Sin embargo, en este periodo las mujeres se vieron especialmente afectadas debido a la crisis política y social dándose la feminización de la pobreza.En algunos informes se colocaba al país como uno de los más atrasados en relación con la igualdad entre los géneros y el empoderamiento de las mujeres.

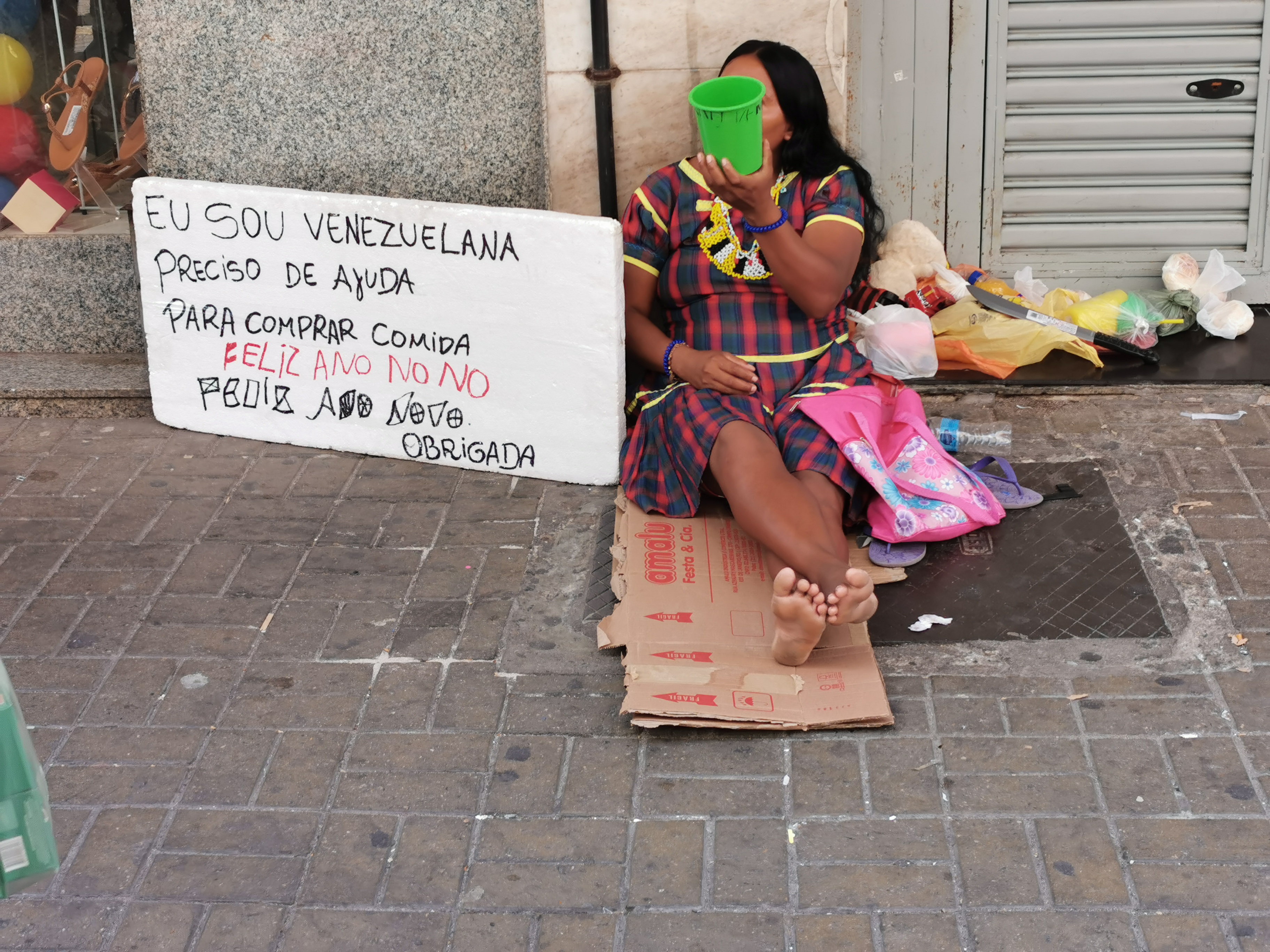
Inmigrante venezolana sin hogar pide ayuda en una calle de Recife, Brasil.

La crisis económica provocó niveles de escasez que en algunos casos llevó a que algunas mujeres se vieran forzadas a cambiar sexo por alimentos. Estos señalamientos fueron cuestionados por la magistrada del Tribunal Supremo de Justicia, Carmen Zuleta, que llegó a manifestar que las mujeres que tomaban la decisión de prostituirse no estaba motivado por la crisis sino porque eran «putas».La crisis del sistema sanitario influyó en la escasez y falta de acceso a métodos anticonceptivos generando altos niveles de embarazo precoz, desnutrición, aumento de la mortalidad materna, aumento de abortos inseguros, deserción escolar y laboral.Mientras que la crisis migratoria forzó a muchas mujeres a huir del país en condiciones de vulnerabilidad llevando a que varias fueran sometidas a redes de trata de personas, prostitución y esclavitud laboral.Además las mujeres migrantes fueron víctimas de narrativas xenofóbicas, machistas y estereotipadas difundidas por algunos medios de comunicación en países receptores.
En la sociedad se produjo un aumento de la violencia contra la mujer. En el 2020 la Cepal colocó a Venezuela como el noveno país con mayor número feminicidios del mundo y se denunció un aumento de la violencia sexual en las cárceles y en los operativos policiales en zona populares.En un informe presentado por la Oficina del Alto Comisionado de las Naciones Unidas para los Derechos Humanos, se denunciaron casos de violencia sexual y de género cometidos por funcionarios de diversos cuerpos de seguridad del Estado. Entre las denuncias se hizo mención de mujeres que fueron manoseadas, forzadas a la desnudez, que recibieron amenazas de violación e insultos sexistas y de género. En el informe también se mencionaba que las mujeres detenidas eran recluidas en celdas sobrepobladas y que los guardias y otros reclusos las presionaron para obtener privilegios a cambio de sexo.

## Literatura
Desde la colonia la presencia de la mujer en la literatura fue escasa, una de las pocas que logró resaltar en las letras fue la religiosa María Josefa de los Ángeles Paz y Castillo que escribió obras de poesía.La visión sexista de la sociedad se fue difundiendo por medio de algunas publicaciones dirigidas al público femenino. En 1826 apareció la revista El Canastillo de Costura, una de las primeras dedicadas a la mujer y orientada a la clase alta.Entre sus contenidos se encontraban temas que buscaban «entretener útilmente á las señoritas» que incluían materiales de moda y variedades.
La participación de la mujer en la guerra de independencia provocó que algunos escritores publicaran obras donde alababan el papel de la mujer, aunque mantuvieron ciertos prejuicios y estereotipos.Uno de los casos que destacó fue el de Manuela Sáenz. Ella fue considerada como una mujer transgresora y muchas de sus actuaciones se les atribuyeron rasgos «varoniles» llegando a ser calificada como una «equivocación de la naturaleza» por el escritor Ricardo Palma.
Algunos historiadores y políticos buscaron censurar y minimizar la relación de Bolívar con Sáenz debido a que era considerada negativa para la imagen del Libertador.En un artículo sobre Sáenz, el escritor Arístides Rojas la llegó a calificar como «una mujer tan liviana como heroica».A diferencia con Bolívar que a veces se le presentaba como el héroe solitario que no superó la muerte de su esposa o en otras versiones como un amante insaciable.
Según la historiadora Inés Quintero, esta visión negativa se resolvió convirtiéndola en una heroína mítica, pero solo como un apéndice de la vida de Bolívar. Dejó de ser considerada como la adúltera y amante para convertirse en la «Libertadora del Libertador».Sáenz se volvió en un elemento más del culto a Bolívar en su condición de compañera leal y tras la muerte del Libertador su vida dejó de tener relevancia.
Este patrón de representación de la mujer se repitió en la historiografía venezolana con otras de las mujeres que tuvieron un rol relevante en la independencia.Las heroínas de la independencia se convirtieron en un símbolo patrio aunque principalmente consideradas como «madre de la nación» y mujeres leales a la patria y a su marido.Generalmente se les atribuían virtudes asociadas históricamente a su sexo como la belleza, sensibilidad, generosidad, fidelidad, sacrificio a diferencia de los hombres que se le asociaba con la razón, la ilustración y el progreso.
Un ejemplo de esto fue la obra titulada Las Ilustres americanas. De las mujeres en la sociedad y acciones ilustres de varias americanas, escrita en 1826 por Domingo Navas Spínola. En esta se relataban las proezas de varias mujeres y se destacaban las virtudes asociadas al género femenino. Sin embargo, se mencionaba que ellas de forma natural estaban inclinadas para «el tranquilo y delicioso círculo de la vida doméstica».
Desde la década de 1860 varias mujeres comenzaron a destacar en la vida intelectual publicando escritos en la prensa de la época, entre las que destacaron estaban Julia Añez Gabaldón, Isabel Alderson, Concepción Acevedo de Taylhardat, Polita de Lima, Rosalina González, Virginia Gil de Hermoso y otras.A pesar de esto los prejuicios en parte de población masculina se mantenían. Influenciado por el positivismo, en 1888 el escritor Luis López Méndez en su obra Mosaico de política y Literatura, afirmó que la inferioridad de la mujer se debía a razones anatómicas. Hizo referencia al menor tamaño del cerebro femenino, lo que lo llevó a concluir que la mujer era «un ser perpetuamente joven que debe colocarse entre el niño y el hombre».

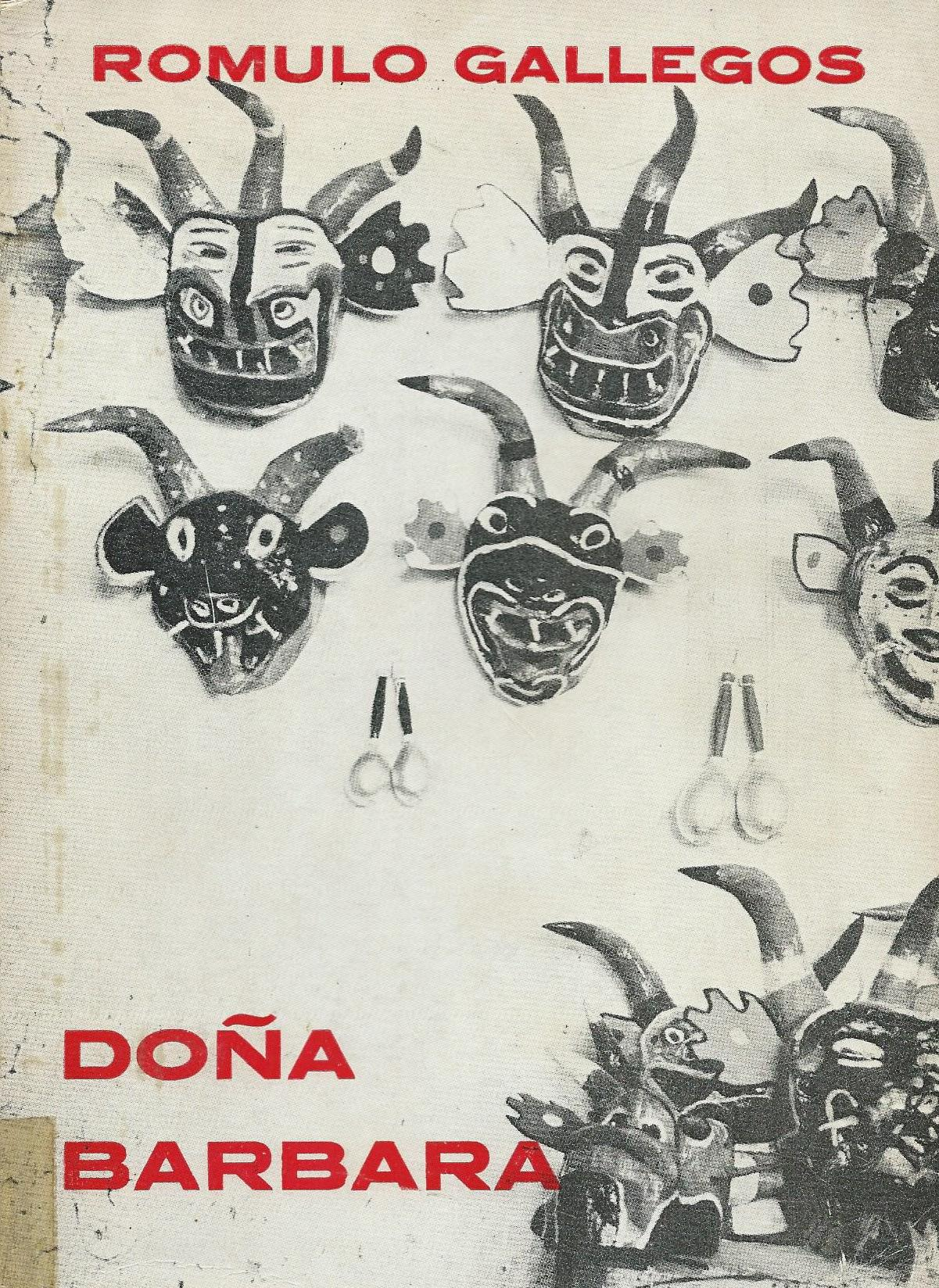
Portada de Doña Bárbara

Muchos de estos prejuicios se mantuvieron durante el siglo XX y una de las obras que reflejaría la discriminación contra la mujer fue la novela Doña Bárbara del escritor Rómulo Gallegos.Para algunos autores el personaje de Doña Bárbara se asociaba a la barbarie. Se le definió como una mestiza supersticiosa, impulsiva y autoritaria que obstruía el progreso y constantemente se le calificaba como mujer de «pelo en pecho», «hombruna», «marimacha» y «devoradora de hombres».El personaje de Santos Luzardo representaba a la civilización y al hombre que trataba de restablecer el patriarcado. En un comienzo la masculinidad de Luzardo era cuestionada por que cuidaba demasiado de su apariencia, pero poco a poco fue borrando esa imagen y logró someter a Doña Bárbara y acabar con el gobierno de la mujer. Mientras que el personaje de Marisela representaba el ideal de la «patria-mujer» deseado por la élite masculina de la época, una ignorante que era educada por el hombre y que asumía un rol subordinado. Este último personaje se convirtió en un tópico en la telenovelas venezolanas en las cuales mujeres pobres y sin educación conocían a hombres blancos, ricos e inteligentes que las sacarían de su pobreza.
Estas posturas sexistas de la sociedad llevaron a que algunas mujeres comenzaran a cuestionar el patriarcado imperante en el país. Teresa de la Parra y María Calcaño fueron unas de las primeras en asumir estas posturas.En la novela Ifigenia de Parra se narraba la historia de una mujer que debía casarse por obligación y mostraba su inconformidad por vivir en un mundo que era «un banquete de hombres solos».
Con el correr del siglo XX las mujeres empezaron a tener reconocimiento y participar activamente en las luchas por sus derechos. En 1939 Lucila Luciani de Pérez Díaz fue admitida como la primera mujer miembro de la Academia Nacional de Historia.Mientras que 1944 la autora Lucila Palacios recibió el Premio Literario de la Asociación Cultural Interamericana de Caracas por su novela Tres palabras y una mujer, donde cuestionaba el matrimonio por obligación que era habitual en la época. La obra despertó críticas de sectores conservadores, como el del padre Pedro Pablo Barnola que la acusó de mostrar un «feminismo desquiciado».
Desde la década de 1950 el reconocimiento de las intelectuales siguió en aumento, pero se mantuvieron posturas de discriminación. Un caso que puso esto en evidencia fue el de la autora María del Mar Álvarez. Álvarez estaba casada con el dirigente comunista Alberto Lovera que fue sometido a desaparición forzada y posteriormente fue encontrado muerto.Luego de la muerte de Lovera, Álvarez desarrolló su carrera como escritora publicando obras de corte feminista desde un punto de vista académico, aunque dentro de un sector de la izquierda se le siguió percibiendo como la «esposa de» o la «viuda del héroe». Incluso, según autores, luego de iniciar una relación sentimental con otra persona se le amenazó con expulsarla del partido y a su pareja lo expulsaron.

## Medios de comunicación

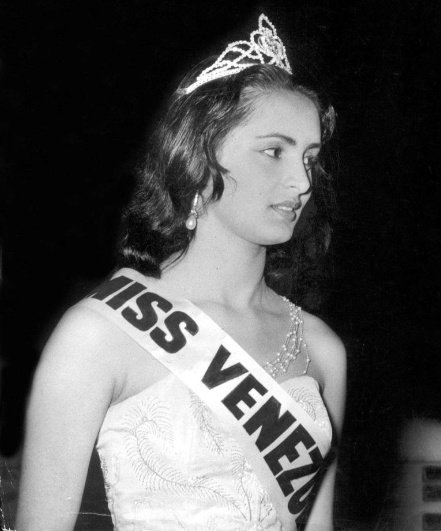
Susana Duijm

Desde la década de 1950 comenzaron a popularizarse y masificarse los concursos de belleza en el país. En 1952 se organizó por primera vez el concurso Miss Venezuela y en 1955 la ganadora Susana Duijm se coronó como Miss Mundo. Duijim recibió un telegrama de felicitación del dictador Marcos Pérez Jiménez y posteriormente le regaló una casa.Con el paso de los años el concurso ganó popularidad y varias de sus participantes llegaron a ganar varios certámenes internacionales.Según algunos autores esto influyó en la identidad nacional y en la percepción de la sociedad en reconocerse como un país de mujeres bellas. En parte de la población las mises comenzaron a ser el ideal femenino de belleza, mientras que los beisbolistas reflejaban el ideal masculino.
En algunos de los medios de comunicación se comenzaron a difundir representaciones de la mujer con roles subalternos, estereotipos y como un objeto sexual. Desde la década de 1960 la telenovela se convirtió en el producto audiovisual más consumido en el país y en particular por el público femenino.A través de este medio se fueron formando los estereotipos y roles que debía representar la mujer en la sociedad. Muchas de las primeras telenovelas representaban historias similares a los cuentos de hadas con mujeres virginales, hermosas y pobres que conocían a hombres adinerados con el cual alcanzaría la felicidad y por medio de la maternidad y matrimonio tendrían un final feliz.
En algunos sectores se empezaron a criticar las historias tradicionales y la visión de la mujer que difundían las novelas. Debido a esto y la capacidad de difusión del medio, varios escritores de prestigio, como José Ignacio Cabrujas, comenzaron a desarrollar libretos donde se trataba temas históricos, el divorcio, el ascenso social de la mujer, los estereotipos de belleza y el machismo.Sin embargo, en muchas de las producciones se siguió representando las historias típicas y el papel de protagonistas se les adjudicaba a modelos y mises, en vez de actrices con formación.
Algunos grupos realizaron acciones para tratar de cuestionar los estereotipos difundidos desde los medios. En 1972 militantes de la Liga de Mujeres se colaron durante el concurso del Miss Venezuela para boicotearlo. Una de las activistas proclamó un discurso donde denunciaban la presunta opresión de las mujeres que promocionaban estos eventos y pintaron grafitis en el escenario con frases como «vender su cuerpo por un cetro también es libertinaje».

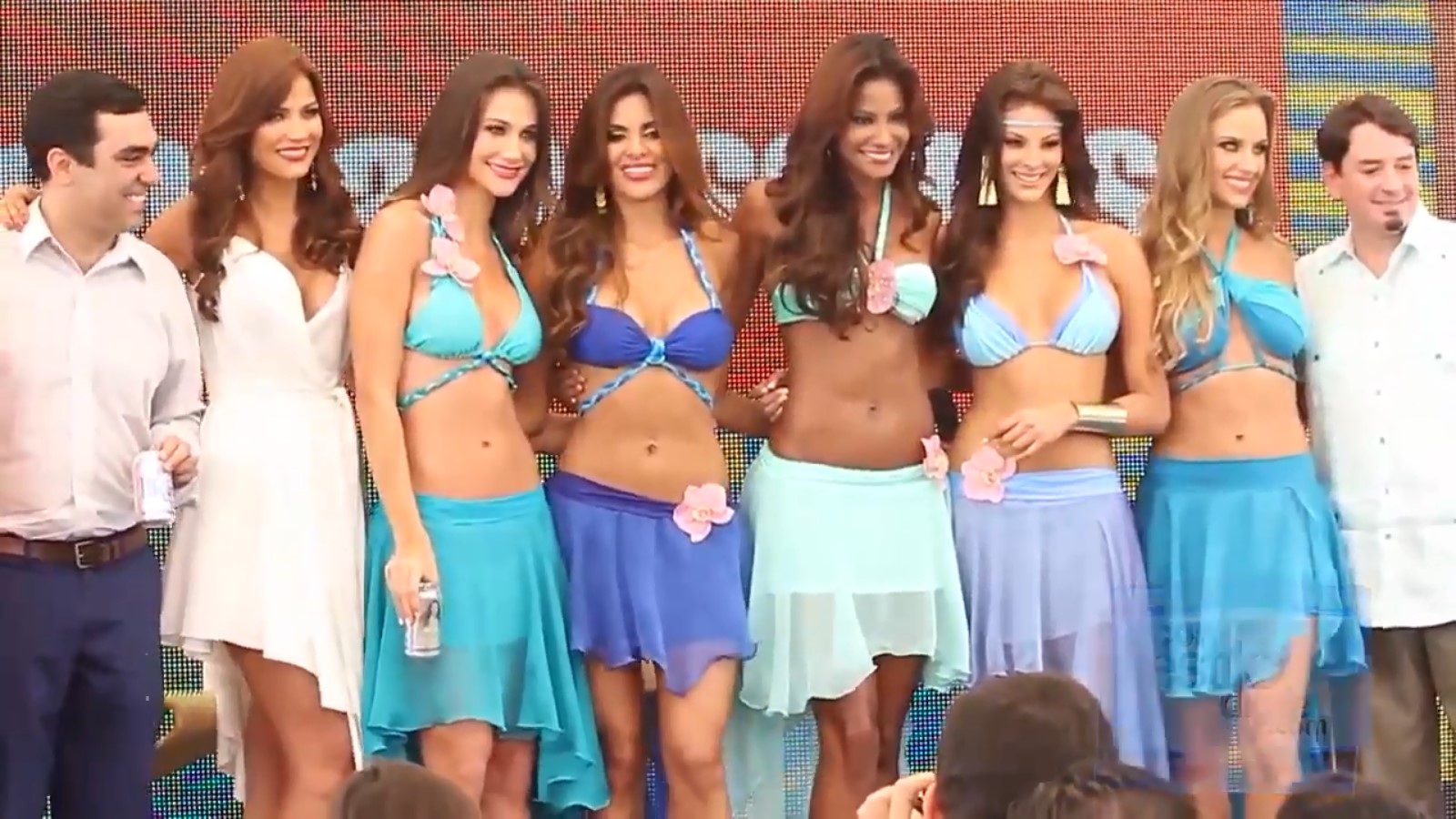
Modelos venezolanas, en el lanzamiento del Calendario Chicas Polar Pilsen 2014

Durante los inicios del siglo XXI en los medios de comunicación se mantuvo el uso de lenguaje sexista, uso cosificado de la mujer y los estereotipos de género.La presencia de mujeres como periodista o protagonistas de noticias en temas de farándula y moda era mayoría mientras que en temas deportivos eran escasos e incluso a algunas periodistas se les propuso que se operaran el busto para lograr conseguir trabajo.Algunos estudios también encontraron casos de acoso sexual principalmente de hombres sobre mujeres que trabajaban en medios de comunicación.
Dentro de la sociedad venezolana las mujeres son juzgadas en relación con su físico mucho más que los hombres y en los medios generalmente se representan con patrones de belleza de mujeres con atributos exuberantes, la piel clara, rasgos faciales finos y cabello liso. Esto provoca que muchas que no cumplan con estos patrones le dediquen parte de su tiempo y dinero a cirugías estéticas, cosméticos y vestimenta llegando a popularizarse frases como de que «no hay mujeres feas sino sin dinero».

## Educación
Desde la época colonial varios de los cronistas extranjeros que visitaron el país hicieron mención a la falta de educación de las mujeres. Juan José Dauxión Lavaisse mencionaba que los mantuanos mandaban a sus hijos varones a formarse a España, mientras que las mujeres sabían «rezar, zurcir y leer». Aunque en algunos casos no sabían leer ni escribir, pues con eso se evitaba que le escribieran cartas a sus novios.

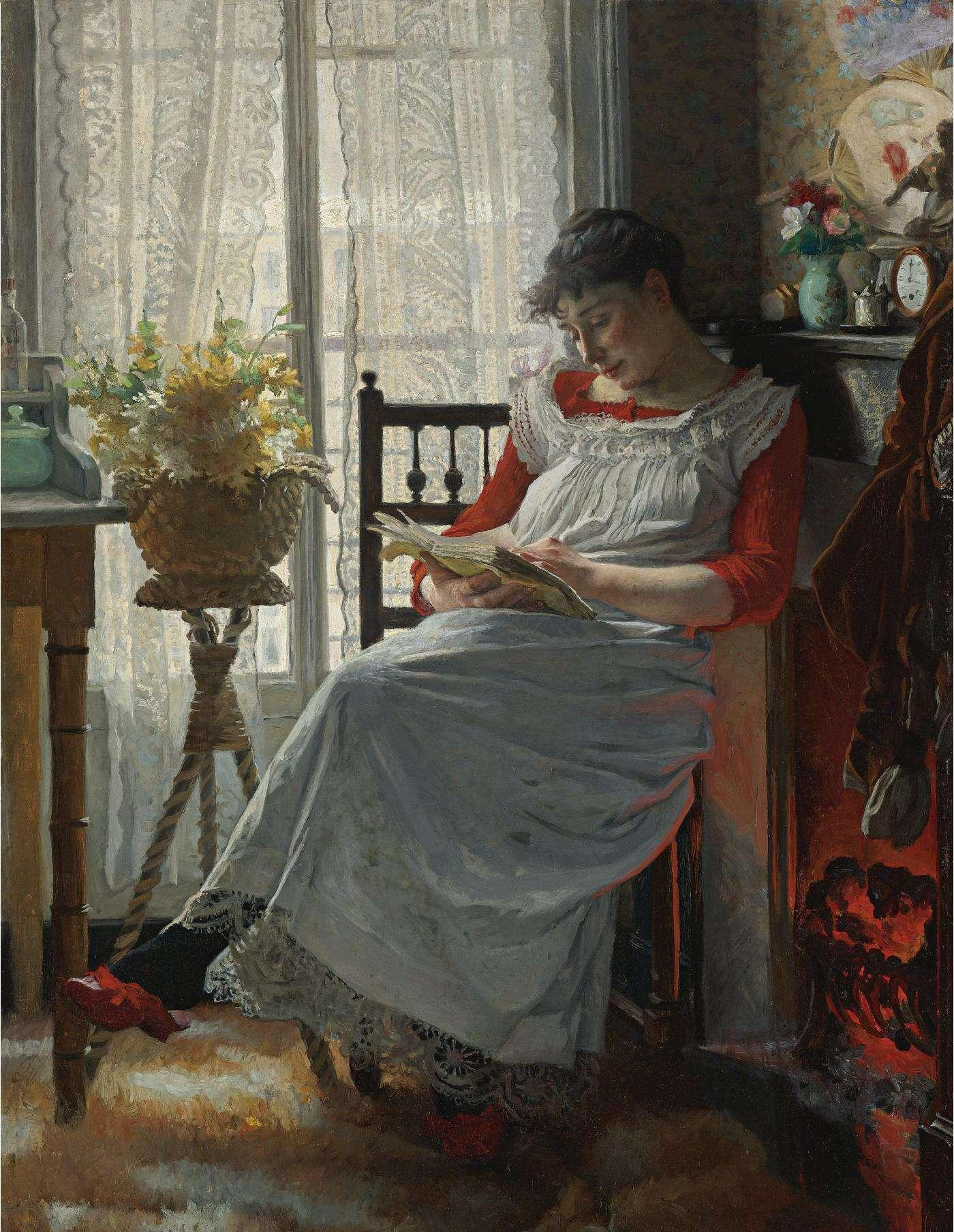
La lectora por Cristobal Rojas

Estas posturas cambiaron poco a inicios del siglo XIX. En 1802 el religioso Francisco de Ibarra opinaba sobre la educación que debían recibir las mujeres. Llegó a expresar «... que les reserven dolores de cabeza con historias simples y no con asuntos de complicación, pues que no entienden y el tiempo es perdido...».
Desde el siglo XX las mujeres comenzaron a acceder de forma masiva en el sistema educativa. En 1911 Virginia Pereira Álvarez fue una de las primeras mujeres en inscribirse en la universidad en la carrera de medicina, aunque tuvo que soportar las burlas de sus pares masculinos.En 1928 Olga Luzardo fue la primera mujer en ser admitida en un liceo de varones. Su padre intercedió ante Jesús Enrique Lossada, director del Liceo José María Baralt, para que esta fuera aceptada.En 1933 Lola Amengual de Gondelles abrió en el Colegio Católico Alemán el primer curso de bachillerato para mujeres, del cual se graduaron las primeras bachilleres del país.
Los datos recogidos en el censo de 1936 indicaban que las mujeres representaban el 45% en la educación básica, en la media el 28,7% y en la superior de 0,6%. En esta última cerca del 75% de los estudiantes de educación comercial y docente eran mujeres, mientras que en carreras de formación técnica el 99% eran hombres.
Para la mitad del siglo XX el acceso de las mujeres al sistema educativo había crecido, pero se mantenían limitaciones. En la década de 1980 por presiones de grupos feministas se permitió a las estudiantes embarazadas continuar con sus estudios.Mientras que por iniciativa de la activista Esperanza Vera se logró que el Instituto Nacional de Capacitación (Ince) permitiera inscribirse a las mujeres en planes de estudios que solo eran cursados por hombres.
Para la década de 1990, algunos estudios encontraron que en parte del sistema educativo existían posturas sexistas. En material usado en preescolares se encontró uso de lenguaje sexista y la asignación de roles estereotipados donde la mujer era representada de forma tradicional como ama de casa, pasiva y débil. En ilustraciones dedicadas a una sección de planificación profesional se encontraban imágenes de niños que planificaban ser doctores y de niñas que hacían arepas.
Muchos de estos patrones se mantuvieron durante los inicios del siglo XXI. Tanto en textos educativos como en el comportamiento de estudiante se encontraron posturas machistas, aunado a la falta de programas de educación para abordar las actitudes discriminatorias.
Desde el siglo XX diversas activistas, organizaciones y gobiernos buscaron implementar planes y políticas para mejorar las condiciones de la mujer, sin embargo los patrones de discriminación a veces son inculcadas desde las propias familias. En sectores de la clase baja son comunes las familias monoparentales generalmente con la ausencia del padre y la madre a veces es la encargada de transmitir los patrones de discriminación.Las mujeres de estos sectores tienen un bajo nivel educativo y aquellas que tienen parejas en ocasiones justifican la subordinación con respecto al hombre porque las mantienen económicamente.
Las mujeres de los sectores de clase media y alta generalmente tienen un alto nivel educativo, aunque igualmente inculcan algunos patrones sexistas en sus hijos.En estos sectores se mantiene un núcleo familiar estable, pero los hombres tiene un menor peso en el cuidado de los hijos y en las tareas domésticas.En algunas casos se forman a los hijos varones para que eviten cualquier comportamiento que pueda percibirse como femenino, a veces se les inculca el rechazo a asumir tareas domésticas, les felicitan por tener varias parejas al mismo tiempo y no los educan en el uso de métodos anticonceptivos.En otros casos las madres aconsejan a sus hijas tener paciencia con las infidelidades de su marido e incluso algunas mujeres muestran rechazo en sentirse identificadas con el feminismo debido a que estas posturas pueden afectar su vida conyugal.

## Trabajo
Cronistas españoles hicieron mención de la existencia de la división sexual del trabajo en algunos de los pueblos indígenas, las mujeres eran encargadas de la agricultura y el trabajo doméstico.Esta división que se mantuvo en la época colonial. Las esclavizadas eran destinadas a diversos trabajos, aunque existían algunos reservados específicamente a las mujeres como el servicio doméstico y el de ayas.
Otro de los roles en el que se emplearon a las esclavas fue como una especie de animal reproductor.Debido a las disputas políticas entre varios de los países encargados del tráfico de esclavos, las autoridades priorizaron la compra de mujeres y se establecieron Casas de Engorde y Criaderos de criollos o «criolleros».Las primeras servían para «mejorar» las condiciones físicas de las esclavas destinadas a la reproducción y en los «criolleros» se cuidaban a los hijos de las esclavas hasta los diez años cuando se consideraba que estaban aptos para trabajar.

Las mujeres blancas también sufrieron la discriminación en el campo laboral. El cronista Francisco Depons que visitó Caracas en 1804 mencionó casos de mujeres blancas que se encontraban en condiciones de pobreza que se dedicaban a la prostitución y a la mendicidad debido a imposibilidad de ganarse la vida, probablemente por su dependencia con los hombres.

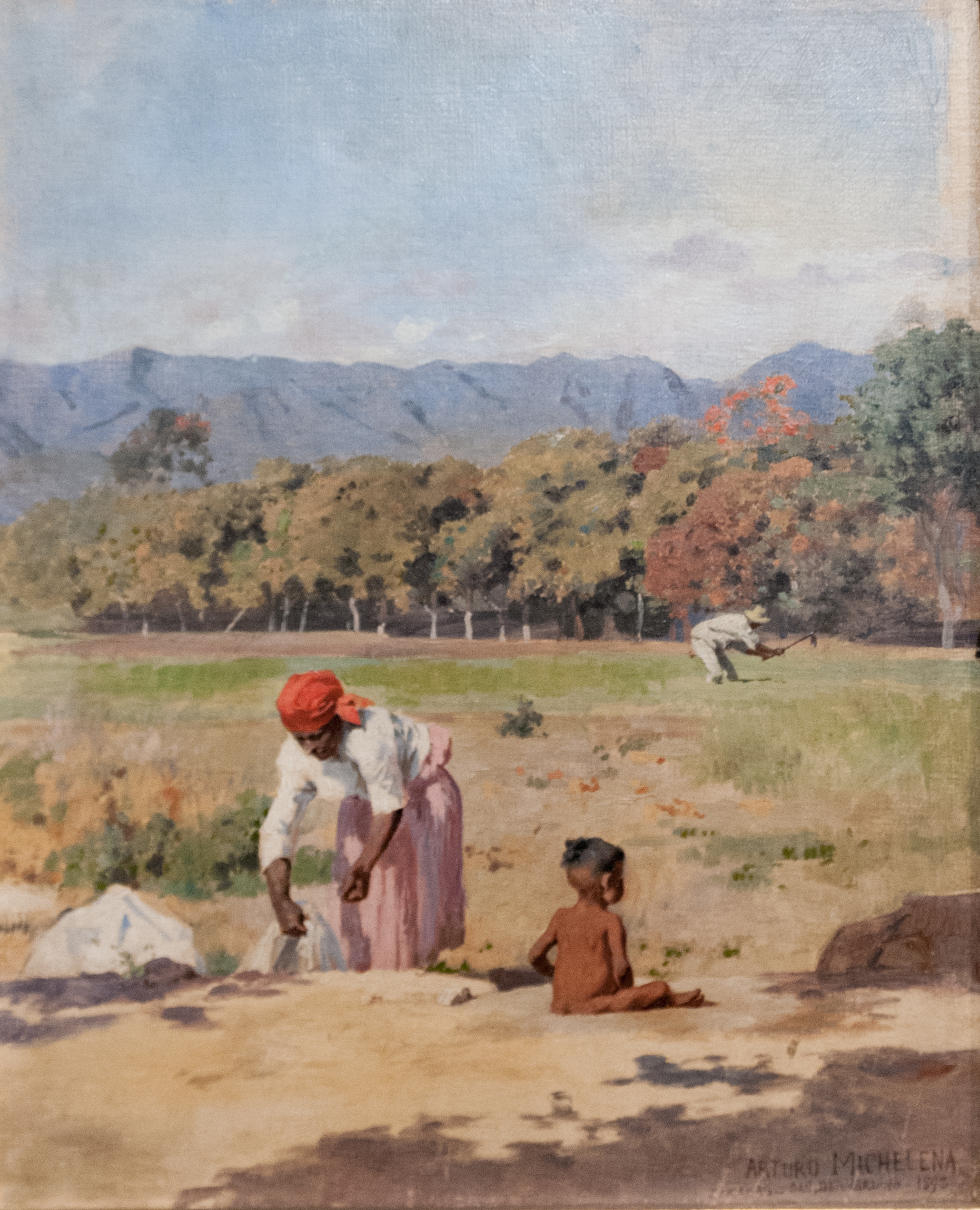
Paisaje de San Bernardino de Arturo Michelena

Debido a que durante este siglo tuvo lugar la guerra de independencia y una serie de guerras civiles las mujeres adineradas debieron hacerse cargo de las haciendas y algunas veces aparecían en los registros de operaciones comerciales saltándose las leyes.Otras se hicieron cargo de establecimientos comerciales como bodegas, tiendas y hoteles; y aquellas que no tenían posesiones se dedicaban a trabajar como jornaleras, vendedoras, costureras o trabajadoras domésticas.

Según el Código Civil de 1862 las mujeres que se empleaban como obstetriz, actrices, maestras o posadera, debían contar con la autorización del marido.A pesar de las barreras varias mujeres comenzaron a ejercer diversas labores realizadas exclusivamente por hombres. En 1856 algunas empezaron a trabajar como telegrafistas, mientras que desde 1885 como maestras graduadas.

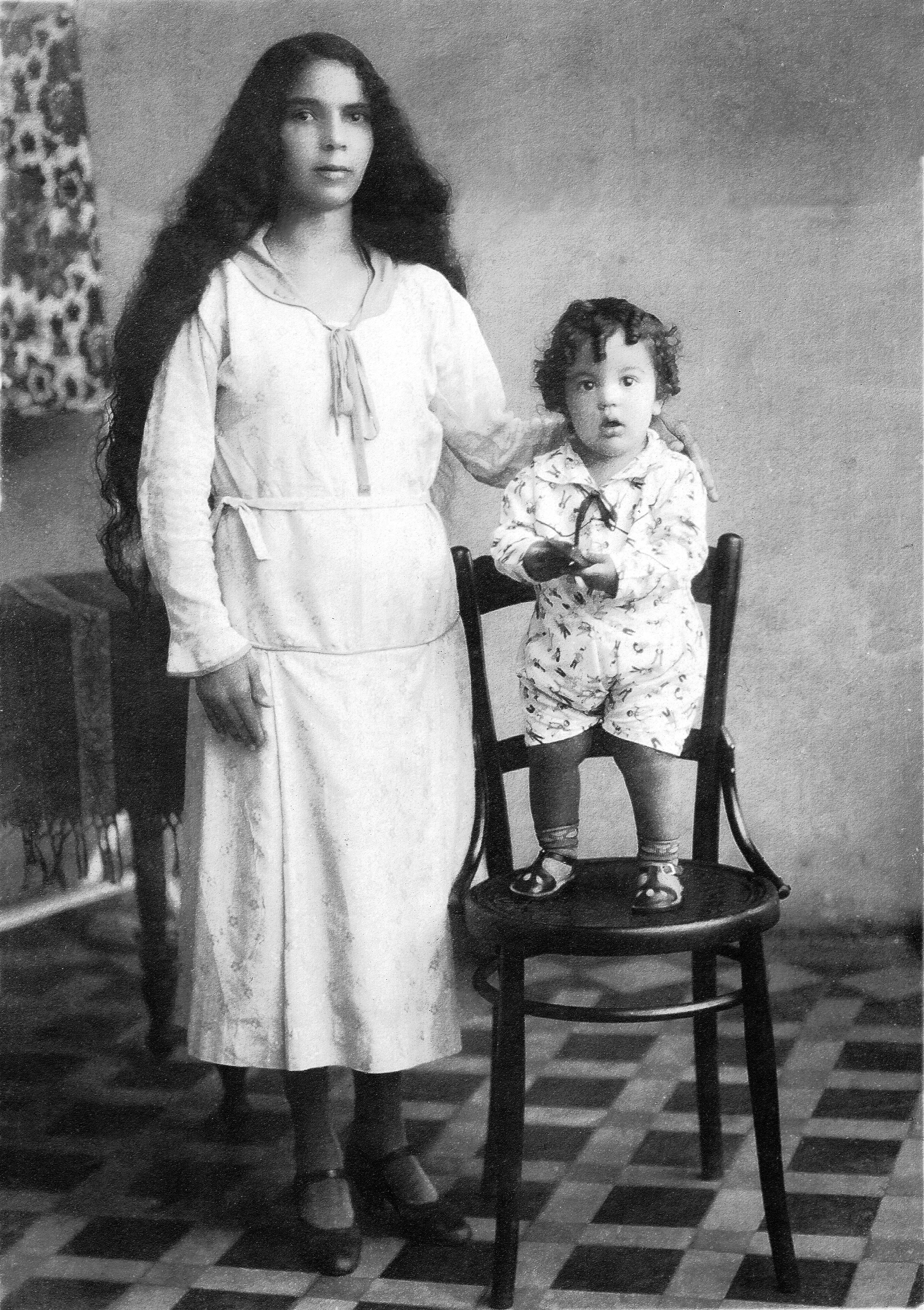
Trabajadora doméstica y niño en 1932

Para la década de 1930, en materia laboral las mujeres estaban en su mayoría concentradas en labores como el servicio doméstico, servicio público, artesanía y obreras.En 1975 se dio un caso que representó un avance significativo para los derechos de las mujeres. El esposo de una mujer que murió en un accidente de bus demandó a la empresa una compensación que necesitaría para la atención de sus hijos y para pagarle a una persona por el trabajo doméstico. La jueza Yolanda Poleo de Báez falló a favor del hombre siendo la primera vez en el país en el que se reconocía legalmente que el trabajo doméstico tenía «un valor apreciable en dinero».
Desde 1950 el papel de las mujeres en la fuerza laboral aumentó de un 17.5% a un 43.0% en 1998, sin embargo, para la década de 1990 se seguía registrando patrones tradicionales de la división sexual del trabajo.Muchas mujeres se mantenían en empleos asociados históricamente a roles femeninos como el servicio doméstico, enfermeras, maestras, vendedoras, etc. Aunado a esto, el empeoramiento de las condiciones de vida por la situación económica y la asunción de políticas neoliberales llevó a un aumento de la precariedad laboral y al desempleo en especial en el sector público, donde las mujeres eran mayoría. Esto provocó un crecimiento de la economía informal sector en el cual las mujeres representaban una parte importante.La prostitución fue otra de las actividades que era ejercida en su mayoría por mujeres y contaba con pocas protecciones.
El desarrollo de la crisis económica y social durante el gobierno de Nicolás Maduro afecto en gran medida a las mujeres y muchas quedaron destinadas a labores domésticas o forzadas a migrar y en algunos casos siendo sometidas a redes de trata de personas, prostitución y esclavitud laboral. Para 2021 según la Encuesta de Condiciones de Vida (Encovi- 2021) los hombres tuvieron un ingreso de 17,7% más alto que las mujeres.

## Sexismo contra el varón

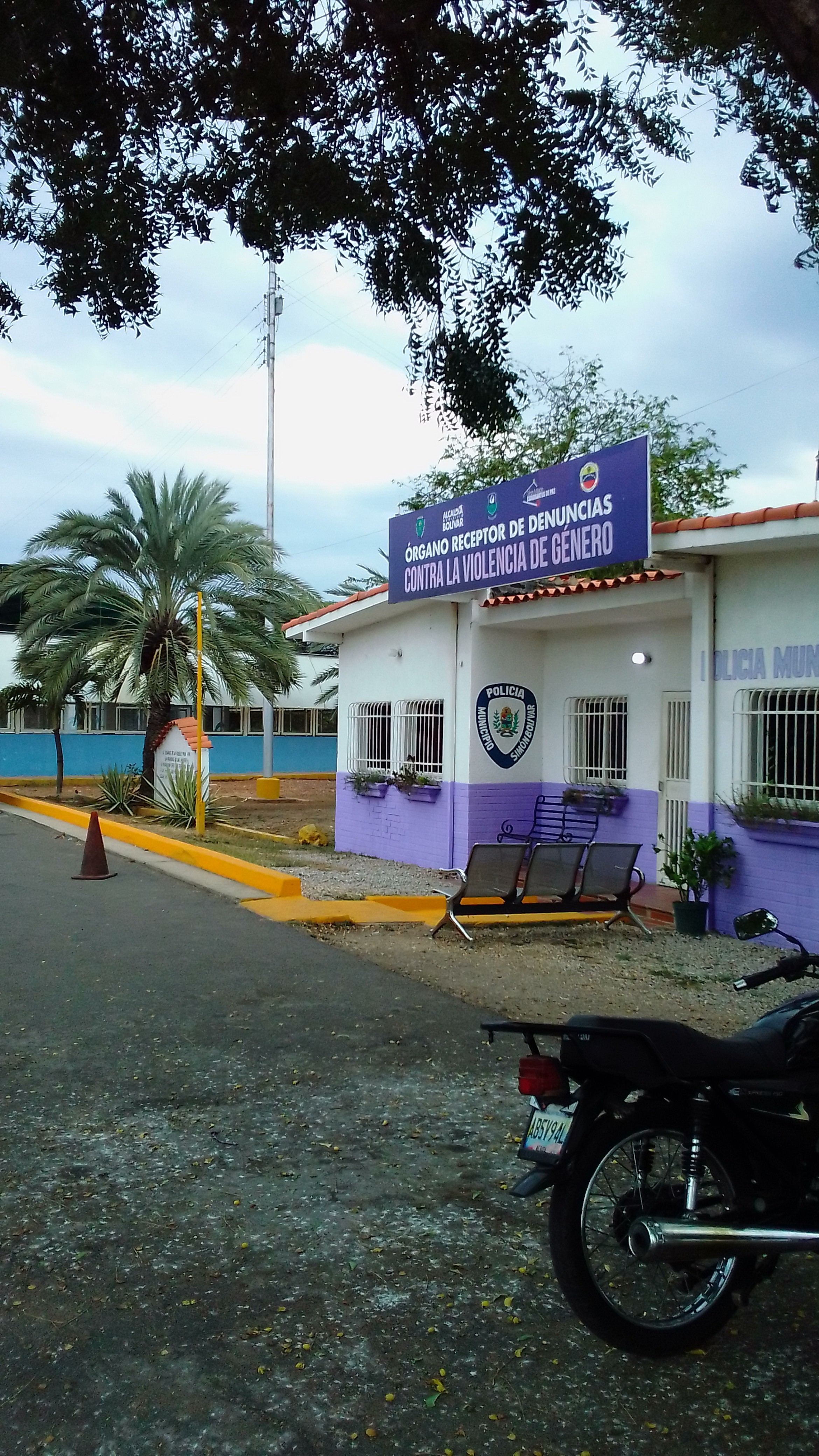
Oficina receptora de denuncias contra la violencia de género

En la sociedad venezolana el sexismo contra los hombres y la violencia contra los varones se considera un tabú debido en parte al menor número de casos y a que el hombre es considerado el «sexo fuerte».En la legislación venezolana la violencia doméstica solo se reconoce cuando un hombre agrede a una mujer pero no el caso contrario.
Cuando un hombre denuncia a una mujer por violencia de género esta se procesa como una denuncia de delito común, a diferencia de cuando una mujer denuncia a un hombre que se juzga en función a Ley Orgánica sobre el Derecho de la Mujer a una Vida Libre de Violencia.Tras la denuncia del hombre en general solo se firma una caución conciliatoria a diferencia cuando la denuncia la hace una mujer, en la cual generalmente se remita al agresor a un Fiscal y se dictan medidas a favor de la víctima. Según una investigación realizada en 2016 por el Ministerio Público, se mencionó que solo uno de cada diez hombres que sufren violencia de género realizó la denuncia, entre los motivos por los que se abstienen se encuentra la vergüenza y la existencia de un vacío legal.Mientras que una investigación del Observatorio Venezolano de Violencia mencionó varios casos de mujeres que manipularon la ley para inculpar al hombre como una forma de venganza.
De igual manera, los casos de violencia sexual son pocos denunciados, en especial por parte de la población homosexual debido a la baja confianza en el sistema de justicia y los prejuicios de la sociedad que considera que estos hombres disfrutan ser violados.